# 静岡県
静岡県（しずおかけん）は、日本の中部地方（東海地方）に位置する県。県庁所在地は静岡市。

## 概要
東海地方（東海4県）の東部に位置する。直線距離にて区域の東西が155km、南北に118kmと全国13番目に広大な区域を保ち、全国10位の約350万人の人口を有する。令制国の伊豆国のほとんどと、駿河国、遠江国の凡そ3国に相当する県である。地域によって住民の意識、方言、文化面に大きな違いが見られる。
熱海市や沼津市・三島市など県東部は首都圏、湖西市や浜松市などの県西部は愛知県名古屋市を中心とした中京圏との結びつきが大きい。公的機関（中央省庁の地方支部局など）や民間企業の管轄では、関東地方と同一の地域圏として広域関東圏の一部とされることもあり、山梨県や長野県とともに静岡県知事は関東地方知事会に参加している。北側は広大な南アルプス、南側には駿河湾、遠州灘に面する。23市12町の基礎的な地方公共団体があり、村はない(平成の大合併によって消滅)。
約20万の事業所を抱え、全国4位の製造品出荷額を有するなど、東海工業地域に属する全国有数の工業県でもあり、浜松市はホンダの発祥地でスズキ、ヤマハの本社がある他、オートバイ、ピアノ、プラモデルの輸出量では日本一を誇る。また、全国一の水揚げ額を有する焼津漁港や、静岡茶が有名であるなど、第一次産業も盛んであり、東西の交通網や港湾を利用した6次産業化も進んでいる。
県内には政令指定都市に指定されている静岡市及び浜松市、そして施行時特例市に指定されている沼津市及び富士市を有し、人口10万人以上の都市が10市あるなど、東海道沿いの海側より平野部を中心に人口が分散傾向にあり、首位都市（プライメイトシティ）は存在しない。本県以外で都道府県の区域内に政令指定都市を2つ以上のを有するのは、神奈川県、大阪府及び福岡県に限る。静岡市と浜松市を中心に構成される静岡・浜松大都市圏は、国内で三大都市圏、北九州・福岡大都市圏に次ぐ規模を有する。
また、富士山、富士山本宮浅間大社、韮山反射炉、三保の松原などの世界遺産や、世界ジオパークの一つである伊豆半島ジオパーク、熱海温泉、三嶋大社、久能山東照宮、登呂遺跡、大井川鐵道など多くの観光資源を有し、年間約1.5億人の観光客が訪れる。

## 地理

### 広袤
『静岡県 市区町村の役所・役場及び東西南北端点の経度緯度（世界測地系）』（国土地理院）によると静岡県の広袤は以下の通り。また、『我が国の人口重心 －平成27年国勢調査結果から－』（総務省）による人口重心 も併記する。
- 静岡県庁 - 北緯34度58分37秒 東経138度22分59秒 / 北緯34.97694度 東経138.38306度（静岡市葵区追手町）
- 東端 - 北緯35度02分22秒 東経139度10分36秒 / 北緯35.03944度 東経139.17667度（熱海市初島）
- 西端 - 北緯34度45分00秒 東経137度28分27秒 / 北緯34.75000度 東経137.47417度（湖西市太田：神石山）
- 南端 - 北緯34度34分25秒 東経138度56分36秒 / 北緯34.57361度 東経138.94333度（下田市神子元島）
- 北端 - 北緯35度38分45秒 東経138度13分42秒 / 北緯35.64583度 東経138.22833度（静岡市葵区田代：間ノ岳）
- 人口重心 - 北緯34度55分34.62秒 東経138度18分46.32秒 / 北緯34.9262833度 東経138.3128667度（藤枝市岡部町岡部）

### 地形
県総面積の64％が非可住の森林で構成されており、僅かな平野部に人口の大半が集積し高密度な都市を形成している。
北部には標高3,000mを越える峰もある赤石山脈の山々がそびえ、一級水系の大井川や安倍川の源流となる。東部には第四紀火山が多く、富士山や、箱根山、伊豆東部火山群が現在でも活動しており、すでに活動を終えた天城山や達磨火山などの数々の大型火山が伊豆半島の大地を造り上げた。この伊豆半島は、本州の中で唯一フィリピン海プレート上にあり、プレート境界である駿河トラフの延長線上に富士山が形成されている。南西部には台地や平野が多くなる。県の中央には糸魚川静岡構造線が南北に走り、安倍川がその南端に当たる。したがって、地質構造はこの安倍川を境にして県の東西で全く異なる。静岡県の形は金魚に例えられることがあり、この場合、西部を頭、東部を尾に見立てる。

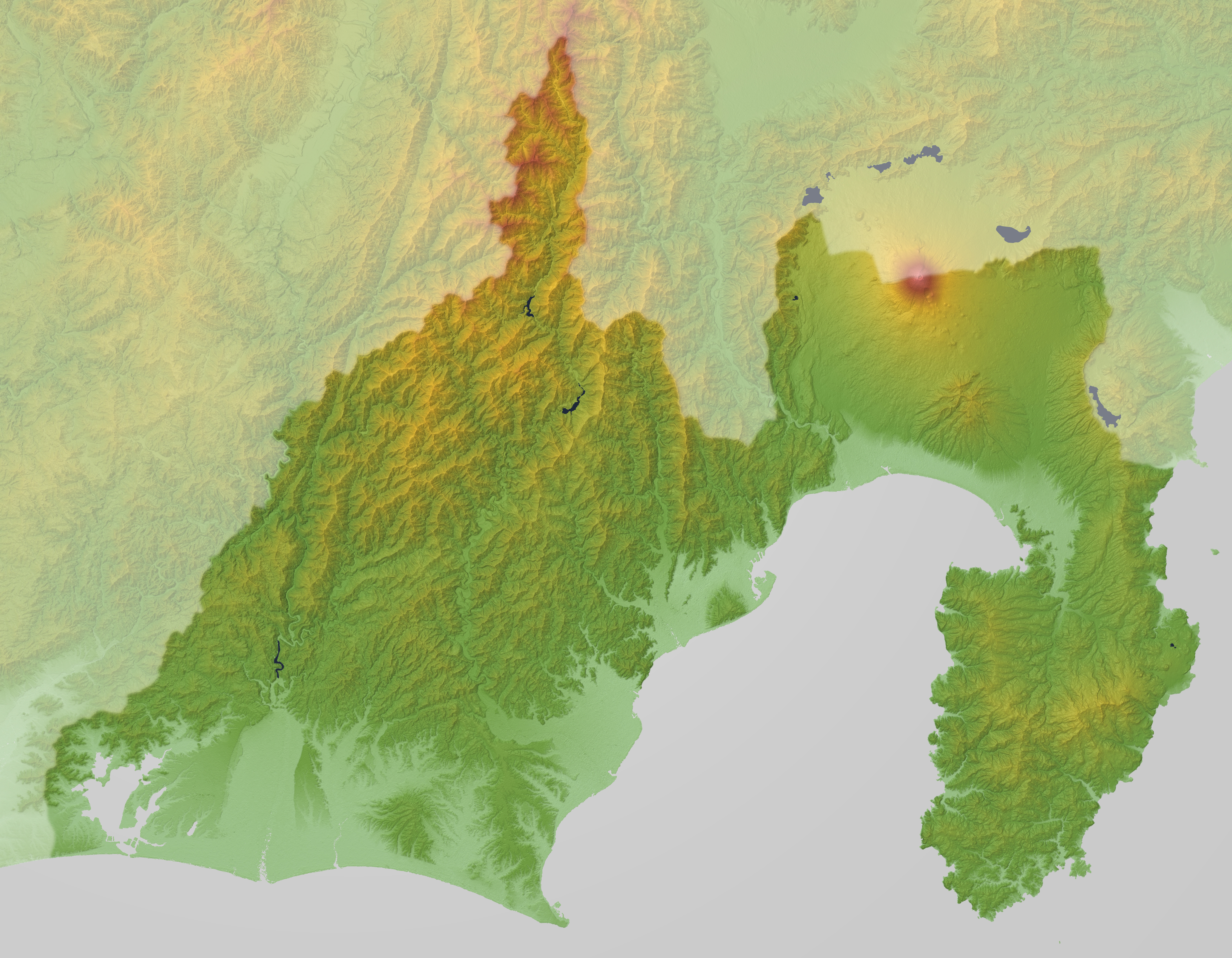
静岡県の地形図。スペースシャトル標高データ使用。

主な山岳
箱根山
天城山
富士山
赤石岳

主な台地
牧之原台地
磐田原台地
三方原台地
主な半島
伊豆半島
三保半島
主な海岸域
相模灘
石廊崎
駿河湾
田子の浦
折戸湾
御前崎
遠州灘
主な湖沼
浜名湖
佐鳴湖
田貫湖
主な河川
狩野川
富士川
安倍川
大井川
菊川
天竜川

隣接都道府県
神奈川県
山梨県
長野県
愛知県

### 自然公園
国立公園
富士箱根伊豆国立公園
南アルプス国立公園
国定公園
天竜奥三河国定公園
県立自然公園
日本平県立自然公園
奥大井県立自然公園
御前崎遠州灘県立自然公園
浜名湖県立自然公園

### 気候
大半の地域が太平洋側気候であるが、北部の山間部は中央高地式気候で標高差が大きいため地域による寒暖の差が激しい。冬の平野部や沿岸部は黒潮の影響で本州の中でも非常に温暖であり、寒気の影響を受けにくいために放射冷却によって朝晩は氷点下まで下がることがあっても、日中は10°Cを超えることがほとんどである。特に伊豆地方の沿岸部では氷点下まで下がることはなく、雪が降ることもほとんどないなど、南九州並みに温暖な気候である。一方、旧井川村と旧水窪町などの赤石山脈に接する北部山間部は中央高地式気候の影響も受けており、冬は雪が多く豪雪地帯である。また、東部内陸部の御殿場市などでも南岸低気圧によりかなりの積雪をもたらし、東北地方並みのかなり厳しい冷え込みになることが多い。そのほか、裾野市にあるスキー場「スノータウンイエティ」は20年連続で日本一早いオープンを飾っている。夏は、天竜地域など西部内陸ではかなりの酷暑となるが、それ以外の地域ではそれほどの酷暑とはならず、東部や伊豆地方を中心に比較的冷涼である。
ケッペンの気候区分によると県域の大部分は温暖湿潤気候ではあるが、富士山は最暖月の平均気温が6℃しかなく、寒帯地域のツンドラ気候に相当している。
夏から秋にかけては台風の影響を受ける。1951年（昭和26年）以降の台風上陸数は鹿児島県、高知県、和歌山県に次いで4番目に多い県である。
| 平年値 （月単位） | 平年値 （月単位） | 西部          | 西部          | 西部          | 西部          | 西部            | 西部              | 中部              | 中部          | 中部          | 中部          | 中部          | 東部          | 東部          | 東部          | 東部          | 伊豆          | 伊豆            | 伊豆          | 伊豆          |
| 平年値 （月単位） | 平年値 （月単位） | 浜松          | 浜松市 天竜区 | 浜松市 佐久間 | 磐田          | 御前崎市 御前崎 | 菊川市 菊川牧之原 | 牧之原市 静岡空港 | 川根本町      | 静岡市 井川   | 静岡          | 静岡市 清水   | 富士          | 富士山        | 御殿場        | 三島          | 松崎          | 南伊豆町 石廊崎 | 東伊豆町 稲取 | 熱海市 網代   |
| ----------------- | ----------------- | ------------- | ------------- | ------------- | ------------- | --------------- | ----------------- | ----------------- | ------------- | ------------- | ------------- | ------------- | ------------- | ------------- | ------------- | ------------- | ------------- | --------------- | ------------- | ------------- |
| 平均 気温 (℃)     | 最暖月            | 26.7 （8月）  | 26.6 （8月）  | 26.1 （8月）  | 26.2 （8月）  | 26.2 （8月）    | 25.2 （8月）      |                   | 24.8 （8月）  | 21.9 （8月）  | 26.8 （8月）  | 26.4 （8月）  | 26.2 （8月）  | 6.0 （8月）   | 23.4 （8月）  | 26.5 （8月）  | 25.9 （8月）  | 25.8 （8月）    | 25.3 （8月）  | 26.0 （8月）  |
| 平均 気温 (℃)     | 最寒月            | 5.8 （1月）   | 5.3 （1月）   | 3.6 （1月）   | 6.1 （1月）   | 6.5 （1月）     | 4.6 （1月）       |                   | 3.0 （1月）   | 1.2 （1月）   | 6.6 （1月）   | 6.5 （1月）   | 5.5 （1月）   | −18.5 （1月） | 2.5 （1月）   | 5.5 （1月）   | 6.8 （2月）   | 7.9 （2月）     | 6.5 （2月）   | 6.7 （2月）   |
| 降水量 (mm)       | 最多月            | 262.2 （9月） | 292.5 （6月） | 350.1 （9月） | 239.7 （9月） | 265.7 （6月）   | 304.8 （9月）     |                   | 438.3 （9月） | 502.5 （9月） | 304.3 （9月） | 307.6 （9月） | 281.9 （9月） |               | 371.4 （9月） | 249.3 （9月） | 263.3 （6月） | 243.9 （6月）   | 310.2 （6月） | 262.5 （9月） |
| 降水量 (mm)       | 最少月            | 50.1 （12月） | 46.6 （12月） | 50.6 （12月） | 40.6 （12月） | 62.4 （12月）   | 50.6 （12月）     |                   | 62.3 （12月） | 68.9 （12月） | 59.6 （12月） | 55.0 （12月） | 53.5 （12月） |               | 69.1 （12月） | 54.7 （12月） | 54.2 （12月） | 59.1 （12月）   | 58.2 （12月） | 46.0 （12月） |

## 地域

### 静岡県の分類
名目上の行政区分で、東日本、中部地方、東海地方、広域関東圏などに区分されている。また、名古屋圏や関東地方からも独立した地域として、「静岡（県）地方」とされるケースも存在する。しかし、糸魚川静岡構造線を挟んで東側と西側に広い面積を占めているため、行政やその他諸々の区分では、西日本に分類される場合もあり、またこれらとは違う区分に属することもある。

#### 全域を一括する場合
東日本、西日本
静岡県は、東日本と西日本のほぼ真ん中に位置しているが、全国二地方区分では歴史的・文化的経緯・面積の比率を勘案して、東日本に分類されることが多い。しかし、民間企業を中心に、企業・団体に依っては西日本に分類される場合もある。
- 西日本の例

- 東西NTT分割
- Jリーグオールスターサッカー
- NPBウエスタン・リーグ（くふうハヤテベンチャーズ静岡が所属）
- 大阪府に本拠を置くスルッとKANSAIおよび関連のPiTaPa加盟交通事業者における静岡鉄道としずてつジャストラインの加盟
- 徳島県に本社を置く徳島製粉の商品販売エリア太平洋側東限

中部地方（東海地方）、広域関東圏
静岡県（知事）は、関東地方知事会に所属しているが、1967年以降中部圏知事会議にも所属している。中央省庁の地方支部局や民間企業の管轄も、中部地方（東海地方）とする機関と関東地方とする機関が混在している。この場合、中央省庁の出先機関の所在地が、中部(東海)はほぼ全て名古屋に置かれ、関東は東京やさいたまに置かれることが多い。
- 中部地方（東海地方）の例：衆議院比例区（東海ブロック）、地方出入国在留管理局（名古屋出入国在留管理局）、財務局（東海財務局）、国税局（名古屋国税局）、国税不服審判所（名古屋国税不服審判所）、税関（名古屋税関）、地方整備局（中部地方整備局）、地方運輸局（中部運輸局）、国土形成計画（中部圏）、総合通信局（東海総合通信局）、管区行政評価局（中部管区行政評価局）、人事院地方事務局（人事院中部事務局 ）、地方厚生局（東海北陸厚生局）、検疫所（名古屋検疫所）、公正取引委員会事務総局中部事務所、国土地理院中部地方測量部、東海市長会、都市機構（中部）、国立病院機構（東海北陸）、NHK（東海・北陸）、日本通運名古屋支店、日本郵便東海支社、ゆうちょ銀行東海エリア、JAF（中部・東海エリア）、NTTドコモ（東海支社）、国体・インターハイ（東海大会）、高校野球春季・秋季東海大会、選抜高等学校野球大会(東海)、東海地区大学野球連盟 など。
- 広域関東圏の例：法務局（東京法務局）、高等裁判所（東京高等裁判所）、高等検察庁（東京高等検察庁）、管区警察局（関東管区警察局）、地方農政局（関東農政局）、森林管理局（関東森林管理局）、経済産業局（関東経済産業局）、地方環境事務所（関東地方環境事務所）、海上保安庁（第三管区海上保安本部）、中日本高速道路（東京支社）、陸上自衛隊（第1師団。師団本部は練馬）など。

*法務省、警察庁、防衛省、農林水産省、経済産業省、環境省の関連・外郭団体の類も、基本的に静岡県は関東（広域）圏の枠組みに入る（一部を除く）。

#### 県を分割する場合
- 中部以東及び西部の区域で分割
東部、中部を広域関東圏として、西部を中部圏とする場合がある。
  - 中部以東の区域の例：東京スポーツ、日本テレビの関東ローカルの天気予報（関東7都県の他、山梨、静岡も表示する場合に限る）
  - 西部以西の区域の例：中京スポーツ
- 安倍川（あべかわ）で分割
地質学上の糸魚川静岡構造線にて安倍川以東を東日本として、安倍川以西を西日本とする場合がある。
- 富士川（ふじかわ）で分割
富士川で分割して、富士川以東を関東圏として、富士川以西の区域を中部圏とする場合がある。ただし富士川より西にあった富士川町と芝川町が、合併により行政界と一致しなくなった。富士川以東の区域で、富士山の南一帯は岳南と呼ばれた[12]。
  - 富士川以東の区域の例：東京電力パワーグリッド、中日新聞東京本社、日立製作所関東支社
  - 富士川以西の区域の例：中部電力パワーグリッド、中日新聞東海本社、日立製作所中部支社
商用電源の周波数は、富士川以東が50Hz、富士川以西が60Hzに分かれている。
- 丹那トンネルで分割
相模灘に面する伊豆半島東海岸（熱海市、伊東市、下田市など）を関東圏として、それ以外を中部圏とする場合がある。
  - 丹那トンネル以東の例：東日本旅客鉄道（JR東日本）横浜支社（東海道新幹線を除く）
  - 丹那トンネル以西の例：東海旅客鉄道（JR東海）静岡支社
- 熱海市の区域に限るの例：箱根・湯河原・熱海・あしがら観光圏、関東大都市圏
- 浜松以西(天竜川)で分割
日刊ゲンダイは東京版が関東近県から青森県、静岡県まで、中部版が静岡県（浜松以西）から岐阜県・三重県、富山県までを発行エリアとしている。

#### その他のエリア区分例
- (1)静岡県の区域を愛知県西部などと一緒に東海や中部に区分する。
- (2)静岡県の区域を広域関東圏（もしくは南関東）に区分する。
- (3)静岡県の区域を単独で東海とする。[注釈 7]
- (4)特定の川で静岡県の区域を分割する。

企業・団体によってエリア区分はそれぞれ異なる。
企業・団体のエリア区分は、それぞれの監督官庁のエリア区分を反映している物が多いが、基本的に静岡県が地域分類される場合、大まかに分けて次の4分類のいずれかが見られる。
中部（東海）
一番よく見かける分類である。なお、静岡県を除く東海地方3県のみの枠組みとして「東海3県」という分類があるが、「東海地方」という分類において静岡県を除外することは稀である。
広域関東圏（関東・甲信越静）
次に多いのがこの分類である。また、西部のみを「中部（東海）」として、東部、中部を「関東」とする例も最近では見受けられ、静岡市から新幹線で東京や横浜に通勤・通学する人間も少なくない。
神静（神奈川県と静岡県）
日本ビクター（現：JVCケンウッド）、ダイア建設、ホシザキ湘南 など、神奈川県及び静岡県の区域を一緒にするエリア区分も少数ながら存在する。この枠組みでは、横浜を業務拠点として、静岡県はその管轄下となるケースがある。
なお、旧コカ・コーラセントラルジャパンは、山梨県、神奈川県及び静岡県の区域（旧称：富士コカ・コーラボトリング営業エリア）を富士地区統括としていた。
- 1923年（大正12年） - 1930年（昭和5年）の間、全国高等学校野球選手権大会の地方大会として神静大会が行われていた。

静岡県
静岡県労働金庫のように、首都圏や名古屋圏とも別にして、静岡県の区域を単独のエリアとするエリア区分も存在する。この場合、静岡県が「東海」と区分されることがある（例えば、東海工業地域《静岡県》と中京工業地帯《愛知県・三重県・岐阜県》）。
なお、ユニーのように、静岡県及び山梨県の区域で「静岡ブロック」「山静（甲静）ブロック」とするエリア区分も存在する。

### 地域区分

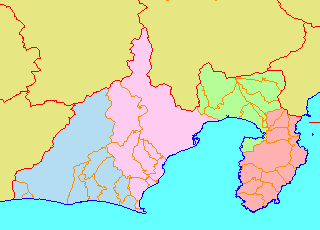
■西部、■中部、東部（■東部・■伊豆）

静岡県は、富士川と牧之原台地を境として、東部、中部、西部の3地域に区分される。東部はさらに狭義の東部と伊豆に分けられることもある。ただ富士川より西にあり中部であった旧富士川町が2008年（平成20年）11月の富士市に編入されたことで富士川による境は実質なくなってしまい、県庁による地域区分でも必ずしも川が境界線とは限らない場合がある。
静岡県内には以下の23市5郡12町がある。村は旧龍山村が浜松市と合併したことにより2005年（平成17年）6月30日をもって消滅した。
「町」の読み方は、森町のみ「まち」で、その他は「ちょう」。

#### 東部
旧駿河国のうち富士川以東、および伊豆諸島を除いた旧伊豆国に相当する。市外局番は0544、0545、055または055Cであり、郵便番号は41から始まる。自動車のナンバープレートはかつては全域で「沼津」であったが、2006年（平成18年）10月から伊豆地域（上記「伊豆」エリア）でご当地ナンバーの「伊豆」が、2008年（平成20年）11月からは富士市、富士宮市、御殿場市、裾野市、小山町で「富士山」が導入されてからは、新規で沼津ナンバーを配布しているのは、沼津市と駿東郡清水町、長泉町のみである。
狭義の東部
- 富士市
- 沼津市
- 御殿場市
- 富士宮市
- 裾野市
- 駿東郡
  - 清水町 - 長泉町 - 小山町

伊豆
- 三島市
- 伊東市
- 熱海市
- 下田市
- 伊豆市
- 伊豆の国市
- 賀茂郡
  - 東伊豆町 - 河津町 - 南伊豆町 - 松崎町 - 西伊豆町

- 田方郡函南町

#### 中部
旧駿河国のうち富士川以西と、旧遠江国のうち牧之原台地以東(現・牧之原市および榛原郡域)に相当する。市外局番は054または054Cであり、郵便番号は42から始まる。自動車のナンバープレートは「静岡」である。
- 静岡市
  - 葵区 - 駿河区 - 清水区
- 島田市
- 焼津市
- 藤枝市
- 牧之原市
- 榛原郡
  - 吉田町 - 川根本町

#### 西部
現榛原郡域を除く旧遠江国に相当する。現在は、「遠州」と言われている。市外局番は053または053Cであり、郵便番号は43から始まる。自動車のナンバープレートは「浜松」である。
ただし例外がある。
- 御前崎市のうち、旧御前崎町は、旧浜岡町との合併まで中部に属していたことから、市外局番と郵便番号は中部と同じで、合併後も変更されていない。
- 教育行政上の区分では、掛川市、菊川市、御前崎市は中部教育事務所に管轄される。

浜松市南部、湖西市を西遠として、浜松市北部を北遠、磐田市、袋井市、掛川市南西部、森町を中遠、掛川市、菊川市、御前崎市を東遠、中遠と東遠を合わせて中東遠と区分することがある。
- 浜松市
  - 中央区 - 浜名区 - 天竜区
- 磐田市
- 掛川市
- 袋井市
- 湖西市
- 御前崎市
- 菊川市
- 周智郡森町

## 歴史
※各地域ごとの歴史は「伊豆国」「駿河国」「遠江国」を参照すること。

### 静岡県の名称の由来
静岡という名称は、1869年から1871年まで存在した静岡藩に由来する。
「静岡」の名称の決定は版籍奉還に際して行われた。現在の静岡県庁周辺を指していた「府中」という名称が特定の地名を指しておらず紛らわしいこと、読みが同じ「不忠」を想起させることを理由に明治政府から改名が要請された。それにより藩庁で改名について議論され、1868年に府中藩が明治政府に「静岡」「静」「静城」の3つの案を上申し、明治政府が「静岡」を採用した。この「シズオカ」という名称のうち「シズ」は賤機山に由来するとされており、名称の決定に際して賤機山にちなんだ「賤ヶ丘」としていったんは決まったが藩学校頭取であった向山黄村の提案で、「賤」の字を「静」に改めたとされる。なお静岡市政90周年に際して建てられた「静岡の由来」という碑が静岡市役所前に設置されている。

### 先史
1960年（昭和35年）から1962年（昭和37年）に静岡県西部の浜北市根堅（現浜松市浜名区根堅）において人骨が発見されたが、2002年（平成14年）9月になって旧石器時代の約1万4000年前に生息していた浜北人の人骨であると、科学的な測定法で確認された。浜北人骨は20歳代の女性で身長143cmと考えられている。人骨の発見以来、県内での調査例が増加し、いまでは200カ所近くに達している。場所は、天竜川左岸の磐田原台地西端一帯、沼津市の背後の愛鷹山南麓、箱根山西麓の3カ所に密集している。
縄文時代の遺跡総数は約2000カ所を超える。縄文草創期の遺跡は少ないが、伊豆の国市三福の仲道A遺跡で土器が出土している。早期になると撚糸文（よりいともん）や押型文（おしがたもん）の土器が集落跡から出土している。その後（約7000〜8000年前）愛鷹山南麓から箱根山西麓・伊豆半島にかけて集落が急増し、県中部にかけても広がっていく。縄文前期には、遺跡数が減少するが、前期末から中期・後期前半までになると、遺跡数も増加し、県内の縄文最盛期を迎える。東部では集落遺跡・住居の形と構造・土器・土偶・石棒・石斧などの様相が類似・発達した文化が伊豆半島から掛川市付近まで広がっている。それに対して、西部の遠江平野では、近畿・瀬戸内地域の土器が流入し、伊那谷系の土器なども分布し、東部とは様相を異にしている。また、矢尻として多く使用された石鏃の原料の石材も県内西部の天竜川付近までは、畿内の二上山産出のサヌカイトや下呂石などが大量に使用されているのに対し、東部では八ヶ岳や神津島の黒曜石が主流である。遠隔地との交易・交流が盛んに行われていたことがわかる。縄文後期後半になると遺跡数が、東部では激減し、中・西部では緩減する。一方では儀式用の石器が普及し出す。
1958年（昭和33年）から1960年（昭和35年）、静岡県西部の三ケ日町只木（現浜松市浜名区三ヶ日町只木）で、約7500〜9500年前に生息の三ヶ日人の住んでいた遺跡が発見されている。また、約4000〜6000年前のものとされる全国的に見ても大規模な集落跡である千居遺跡が静岡県東部の上条地区（現富士宮市）で確認されている。
弥生時代の遺跡としては、静岡市駿河区登呂で、弥生時代の水田、住居跡などが発見されている（登呂遺跡）。

### 古代

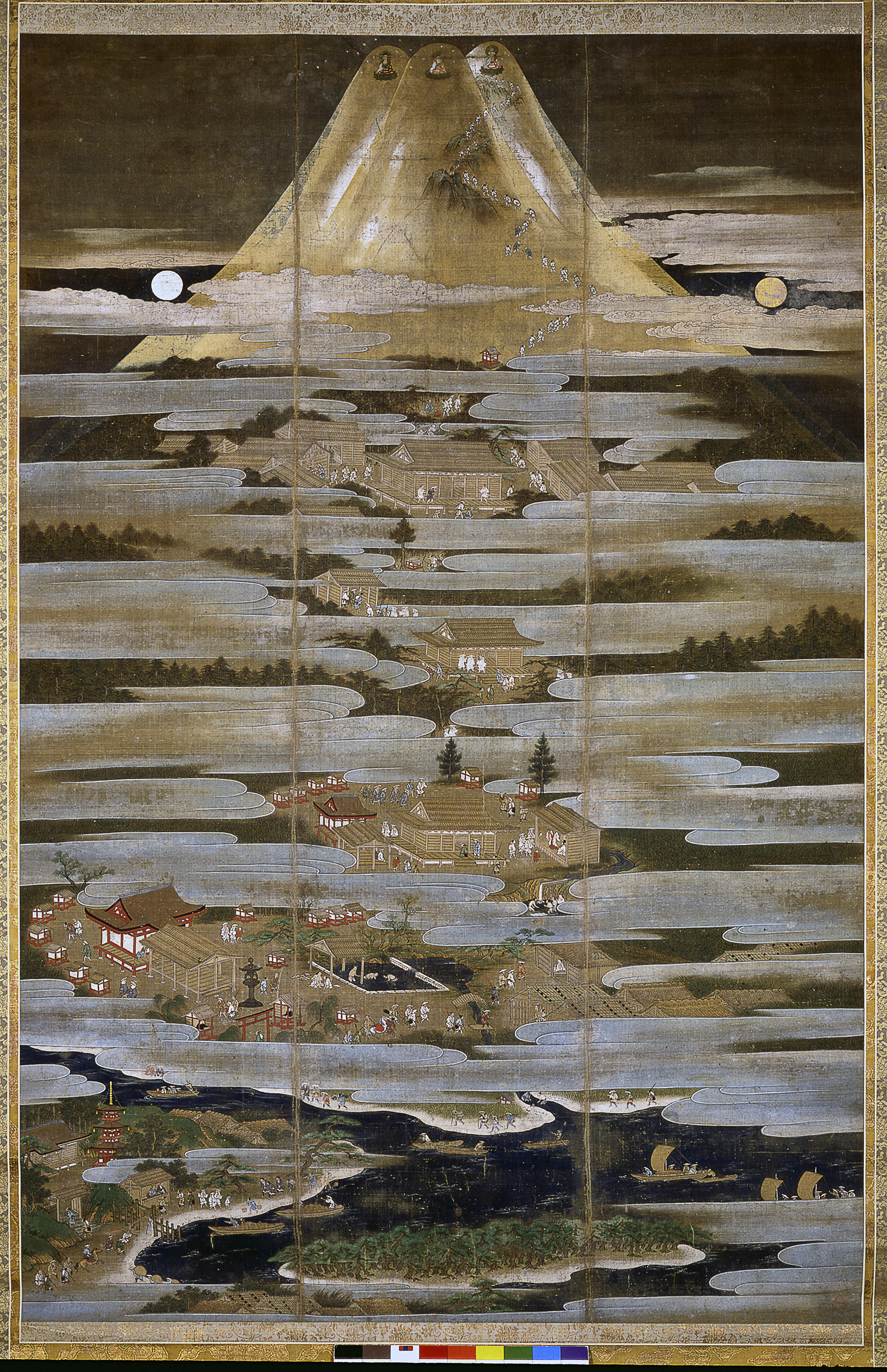
『絹本着色富士曼荼羅図』（重文、富士山本宮浅間大社蔵）
富士山の他、浅間大社・村山浅間神社（村山修験者）・三保の松原、駿河湾、東海道、富士川などが描かれている

古くには六つの国造が設置された他、浜名県主の存在も見られる。
中央から派遣された国司が政務を司る政庁は、国府に置かれ、国衙と呼ばれた。まず、遠江国府は磐田市御殿二宮遺跡が、駿河国府は静岡市駿府城東南地区が候補地としてあがっているが、伊豆国府は三島市内にその候補地を見出していない。その土地の国造や新興の有力者が就任した郡司の郡衙は郡家とも呼ばれた。官衙遺跡では、浜松市の伊場遺跡群（伊場遺跡・城山遺跡・梶子遺跡・梶子北遺跡・三永遺跡・鳥居松遺跡・九反田遺跡・中村遺跡）が発掘されている。これらの遺跡は敷知郡家および関連官衙（館・厨）や栗原駅家など地方官衙が複合する遺跡と考えられている。また、これらの遺跡は、出土する木簡から天武朝に溯る事が分かり、柱立建物が13〜14棟、絵馬・墨書土器が検出されている。このほか、藤枝市御子ヶ谷遺跡（国の史跡）と秋合遺跡は駿河国志太郡家遺跡と考えられ、袋井市坂尻遺跡（佐野郡家ヵ）、藤枝市郡（こおり）遺跡（益頭（さしず）郡家ヵ）などの郡衙遺跡の存在が明らかになってきている。
遠江国
次の3つの国造を統合
遠淡海国：磐田市に比定
久努国：袋井市久能に比定
素賀国：掛川市大須賀に比定
駿河国
次の2つの国造を統合
珠流河国：伊豆を含む富士川以東に比定。
廬原国：大井川と富士川の間に比定。
伊豆国
駿河国成立から程なく分立した。伊豆諸島を含む。
伊豆造国の比定地については異説が多い
記紀においては、ヤマトタケルが蝦夷征伐に赴いた時、駿河国でだまし討ちに遭う。その時に草薙剣で草を薙ぎ払って難を逃れたというヤマトタケル伝承が記されており、その地を「草薙」と呼んだ。また、賊を焼き払った野原を「焼津」と呼んだという。
律令制で中央集権国家が形成されるに従って、現在の静岡県内に有った国造は、伊豆国、駿河国、遠江国という3つの令制国に合併・再編された。
律令制下には、遠江国には白輪官牧（）があり、その後荘園化し白羽荘と称した。故地は御前崎西方の砂丘地帯から北方の牧之原台地におよぶと推定される。駿河国には岡野（大野）・蘇弥奈の2官牧がある。前者は愛鷹山の東南麓、現沼津市の大岡・金岡・愛鷹を中心とする地域に存在し、後に大岡牧、あるいは大岡荘と呼ばれる荘園になった。後者の位置は明確でないが、現静岡市街地の西北、安倍川と藁科川とに囲まれた牧ヶ谷から美和の内牧に至る一帯の山地と思われる。伊豆国では、官牧の存在が明確ではないが、現伊豆市修善寺町に牧之郷という地名がある。後にこれらの地域に武士団が簇生した。
伊豆国は畿内から遠いために、流刑地の一つとされていた。一方で、駿河国には藤原南家の末裔（まつえい）の多くが住み着き、土着したようである。
遠江国の国分僧寺は磐田市中央町に、国分尼寺はその北にあったことが確かめられている。駿河国分僧寺は静岡市大谷の片山廃寺がその有力候補とされており、国分尼寺は不明である。伊豆国分僧寺は三島市泉町に、国分尼寺は三島市南町にあった。

### 中世

伝源頼朝像（神護寺蔵）

平治元年（1159年）、平清盛に敗退した源義朝は東国に敗退する最中に謀殺され、義朝三男の源頼朝は平家方に捕らえられるが助命され、伊豆国韮山（伊豆の国市）に流刑された。豆駿遠三国はいずれも平家の勢力圏であったが、頼朝は伊豆において在庁官人北条氏の庶流北条時政の娘政子を室として婿になり、伊豆の反平家方の武士たちから支持を受けると治承4年（1180年）には以仁王の平家討伐令旨に応じて挙兵する（治承・寿永の乱）。
治承・寿永の乱は豆駿遠三国のみならず相模国や甲斐国など東国圏から西国にかけて展開するが、三国内における平家勢は治承4年8月23日に相模石橋山の戦い（小田原市）において頼朝勢を撃退するが、8月25日には駿河目代橘遠茂の軍勢が富士山麓において甲斐源氏の勢力に敗退し（波志田山合戦）、甲斐源氏の勢力と安房へ逃れた頼朝が三浦氏の後援を得て勢力を挽回すると反平家勢は再び三国方面へ侵攻し、平家勢は10月14日には富士山麓における鉢田の戦いにおいて敗退し、さらに10月20日の富士川の戦いにおいて大敗し、三国は頼朝や甲斐源氏の勢力圏となった。
頼朝が鎌倉幕府を開府すると三国の所領も恩賞として御家人に安堵された。伊豆は北条氏が守護となったが、治承・寿永の乱においては特に甲斐源氏の功績が大きく、駿河は武田信義、遠江は安田義定が守護となったが、頼朝は甲斐源氏の粛清を行い、三国は北条氏の影響下に置かれた。建久4年（1193年）5月28日には富士の巻狩が行われ、5月28日には曾我兄弟の仇討ちが発生する。
鎌倉幕府におて源氏将軍が途絶すると北条氏は執権として幕政を主導する執権政治を開始し、三国は北条氏の所領における中心となる。承久3年の承久の乱において三国の武士は幕府勢の主力である東海道軍に加わり活躍し、乱の平定後に三国の御家人は西国にも恩賞を獲得し、勢力を拡大した。
頼朝や北条氏は寺社を振興し、三国においても頼朝の信仰した伊豆山神社や北条氏の氏寺である願成就院など幕府にゆかりのある寺院が分布している。三国においては天台宗・真言宗の旧仏教の影響が強かったが、鎌倉新仏教においても臨済宗の高僧である円爾（聖一国師）や南浦紹明（大応国師）は駿河の出身で三国でも臨済寺院が分布しており、日蓮宗の宗祖である日蓮は伊豆において布教を行っており、日蓮が甲斐国南部の身延（身延町）に草庵を構え信仰の拠点となると駿河・伊豆においても門徒が拡大し、日興は大石寺（富士宮市）・北山本門寺（富士宮市）など岳南地方において日蓮宗の拠点寺院を建立した。
南北朝時代に入ると、今川氏が守護大名として駿河国府中（駿府）に入った。14世紀後半に入ると今川氏は遠江国の守護職も兼ねて勢力を伸長する。
戦国期には今川氏親は伊勢宗瑞（北条早雲）らの力によって一族の抗争を終わらせ、戦国大名への道を歩んだ。また、応仁の乱の後に、散逸した貴族達が多く逗留した。一方の北条早雲は、伊豆国の堀越公方を攻め滅ぼし、それを足がかりに関東の支配へ乗り出す。その後、今川氏と（早雲の息子である）氏綱（後北条氏）の主従関係が崩れ、富士川以東の地域をめぐって争いが生まれる（河東の乱）。

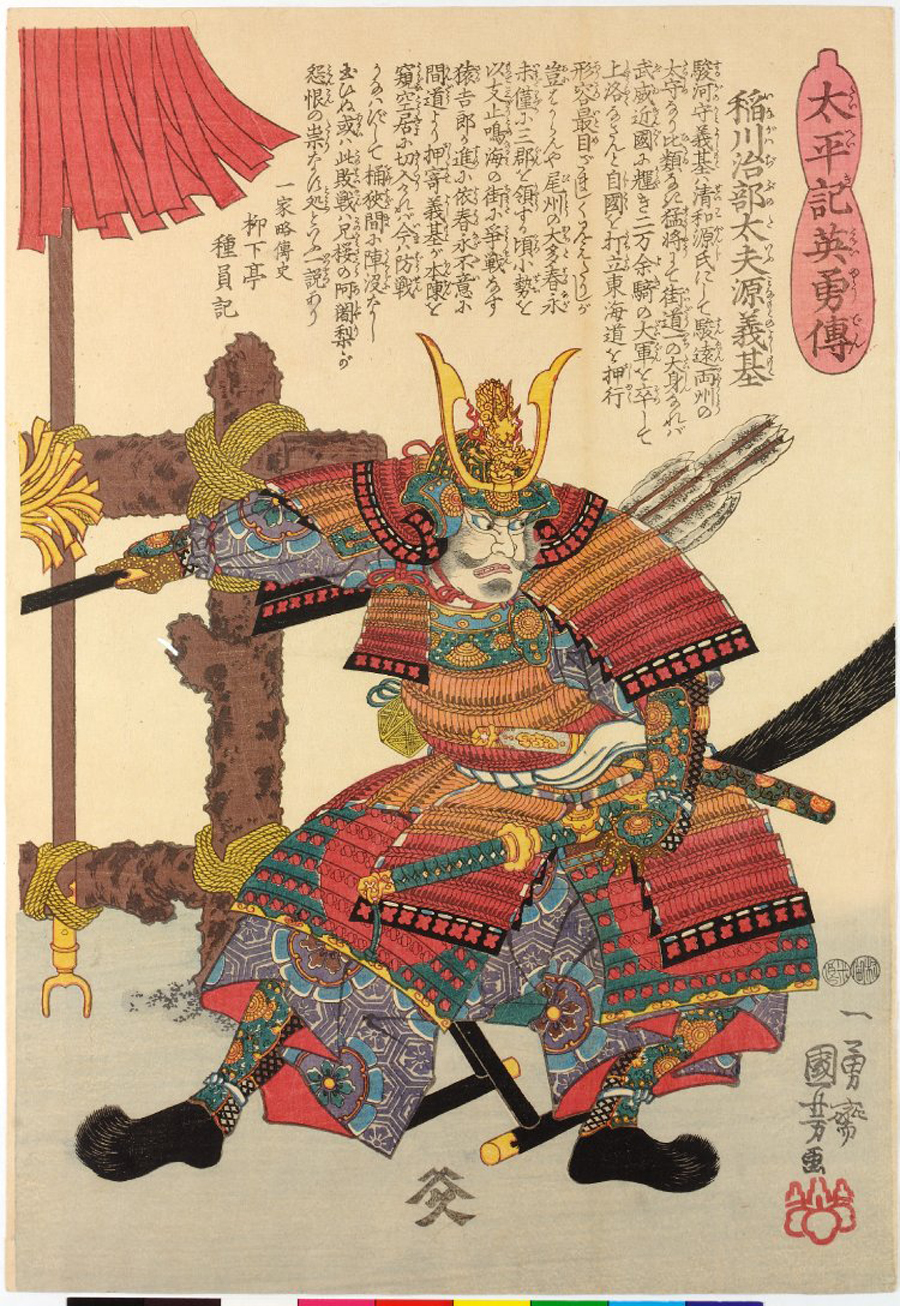
今川義元

駿府は今川領国の中心として繁栄し、今川義元は後北条氏との争いを収束させると、甲斐の武田氏、相模後北条氏と三国同盟を形成し駿河国、遠江国、三河国の3国を支配した。永禄3年（1560年）、尾張国の織田信長との桶狭間の戦いにおいて当主義元が敗死し今川氏真に当主交代すると三河においては松平元康（徳川家康）が独立するなど今川領国は動揺する。外交関係においても武田氏と手切となり、永禄11年（1568年）に武田信玄と徳川家康が協調して今川領国へ侵攻し、今川氏は相模後北条氏の支援を得るが領国は崩壊した。
その後は武田信玄と徳川家康は今川領国の割譲を巡り対立し、さらに徳川氏と協調し武田氏に敵対する後北条氏や越後上杉氏、徳川氏と同盟関係にありつつ武田氏とも友好的関係を持ち将軍義昭を擁する尾張の織田信長など旧今川領国を巡る情勢は複雑に推移するが、元亀年間に武田氏は駿河を確保すると、後北条氏との同盟も回復する。その後、武田氏は矛先を遠江・三河方面に向け家康や信長と対決し畿内情勢にも影響を及ぼしたが（西上作戦）、元亀4年には信玄が死去し事態はいったん収束する。
信玄の死後、信長は畿内において政権を確立し家康も岡崎から浜松に拠を移し勢力を回復し、武田氏では勝頼に当主交代すると再侵攻を繰り返すが、天正3年の三河において織田・徳川勢が武田勢に致命的打撃を与えた長篠の戦いと、天正9年の高天神城陥落を契機に駿遠二国における武田氏の勢力は後退し、天正10年（1582年）に武田氏は織田・徳川勢により滅ぼされた。
同年、本能寺の変において信長が横死し旧武田領国が空域化すると家康は本国の三河・遠江のみならず武田遺領である甲斐・信濃国・駿河を確保し（天正壬午の乱）、5国を支配し東国における一大勢力に成長した。

### 近世

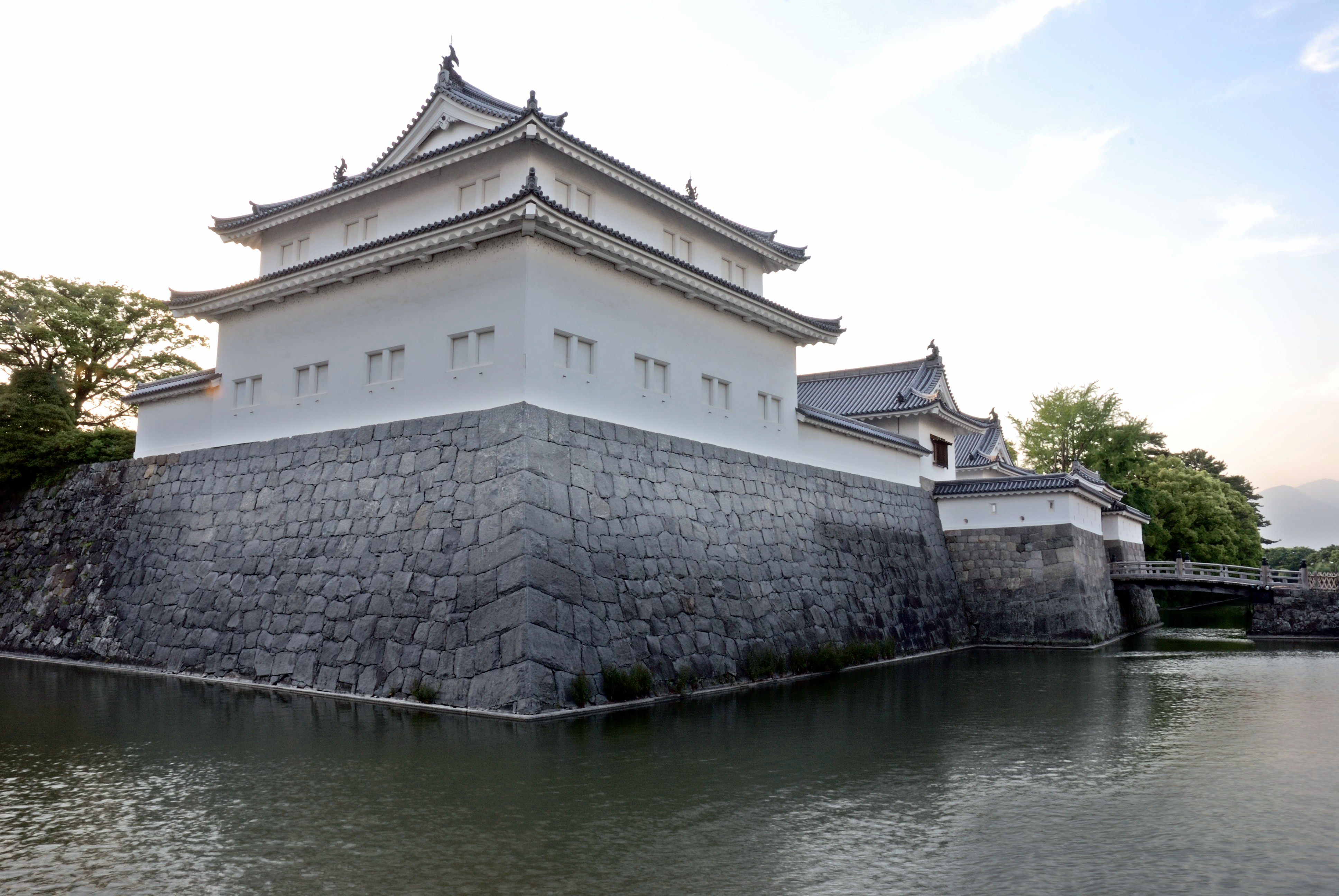
駿府城

豊臣秀吉が後北条氏を滅ぼすと、1590年には家康は駿府から江戸に移され、代わって駿府には中村一氏が入り、遠江国には掛川に山内一豊や堀尾吉晴が入り、それぞれ織田家の家臣が入った。
1603年、徳川家康が江戸幕府を開くと後継者の徳川秀忠に将軍職を譲り、家康は駿府において大御所政治を敷いた。江戸時代の伊豆国、駿河国、遠江国の3国（以下「豆駿遠三国」と略称）には、幕府直轄領や譜代大名の藩領、旗本領が入り組んでおり、伊豆国には韮山の代官江川太郎左衛門、駿河国には沼津藩の水野出羽守、田中藩の本田紀伊守、小島藩の瀧脇丹後守、遠江国には相良藩の田沼玄蕃頭、横須賀藩の西尾主計頭、浜松藩の井上河内守、掛川藩の太田惣次郎、堀江藩の大澤右京大夫といった具合に領主支配は複雑に変遷している。
近世には江戸日本橋から京都に至る東海道の宿場が整備されるが、豆駿遠三国には53の宿場のうち22宿が存在し、各地に宿場町が成立した。東海道は西国諸大名の参勤交代や朝鮮通信使・琉球使節も通行し、新居関所（今切関所）は箱根関所と並ぶ重要な関所として知られ、大井川では川越制度が整えられ、大井川徒歩が行われた。

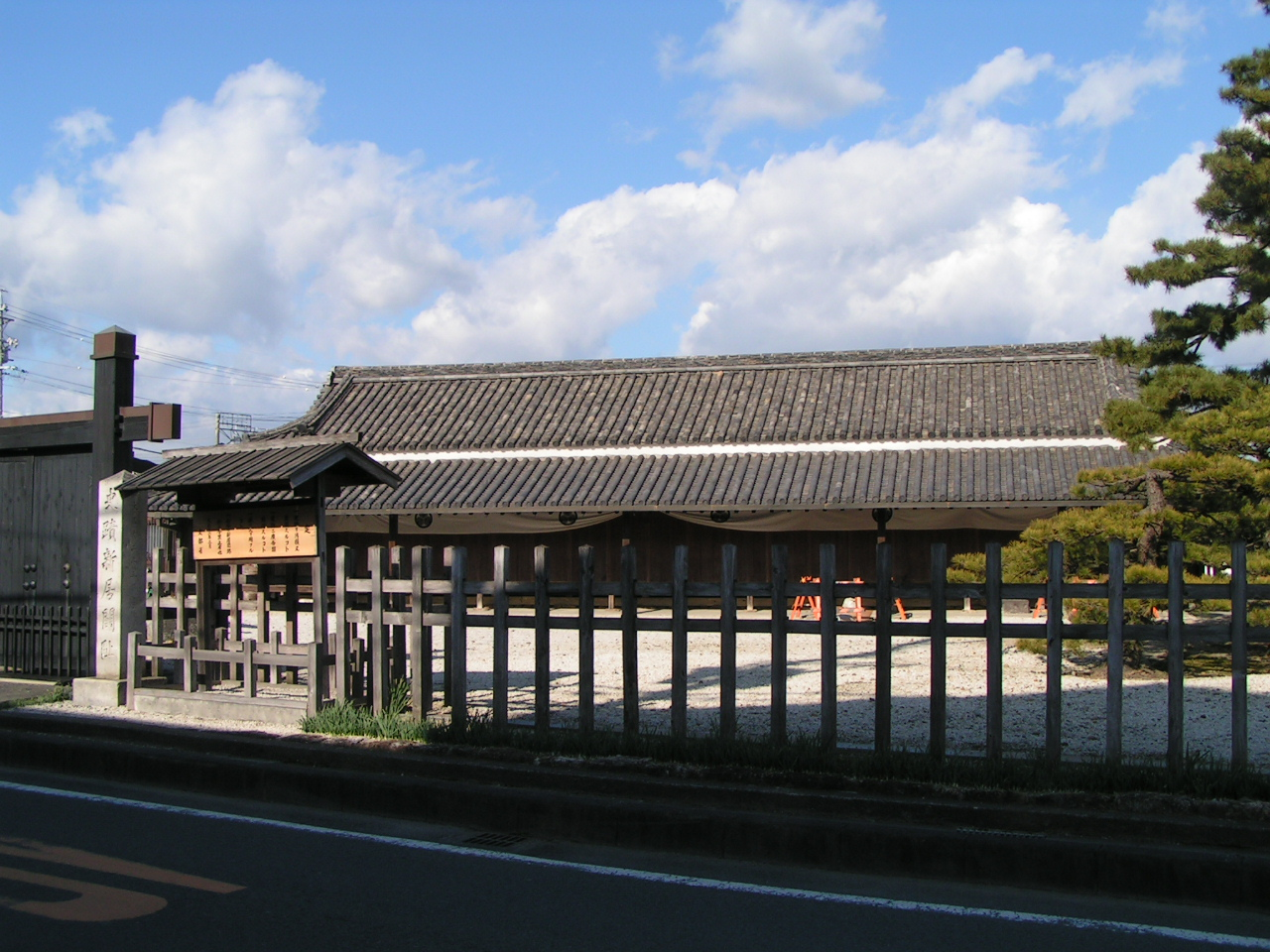
新居関所

近世には新田開発が行われ米麦や畑作物の生産が増大したほか、茶や椎茸、山葵などの特産物の生産も行われる。また、伊豆や駿河では金銀山での採掘が行われたほか、豆駿遠三国では林業が行われ幕府の御林も設置されていた。
近世後期には天命の大飢饉、天保の大飢饉などに際して豆駿遠三国でも凶作や飢饉の被害を受け、強訴や打ちこわし、百姓一揆が発生しており、明和元年（1764年）の駿河小島藩の惣百姓一揆、天明3年（1783年）の駿河御厨一揆、天明6年の遠江笠井・二俣騒動、文化13年の蓑着騒動などが発生している。
文化面では国学を創始した確立した荷田春満の弟子に浜松諏訪神社大祝杉浦国頭がおり、国頭は江戸において春満に学び、春満の姪を妻に迎え浜松で私塾を開き多くの門弟を育てた。そのなかには伊庭村の賀茂明神神職の賀茂真淵がおり、真淵は春満に国学の学問的手法を確立し、地元出身者を含む多くの門弟を育て、豆駿遠三国では春満・真淵との関わりから遠州国学が発達する。

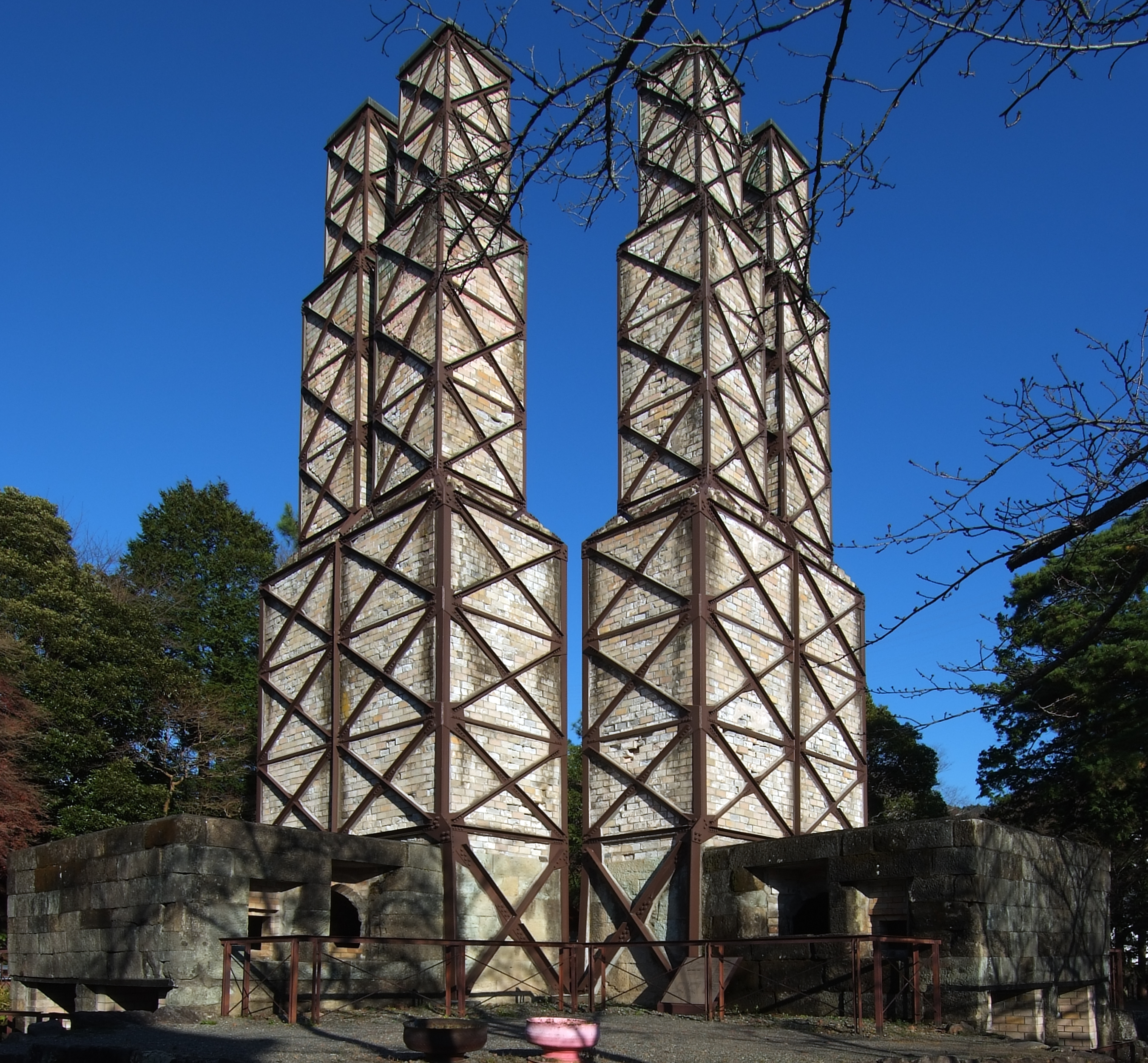
韮山反射炉

幕末には嘉永6年（1853年）にアメリカ艦隊司令長官マシュー・ペリーが日本との通商を求めて来航し、翌嘉永7年1月には下田・函館両港が開港する。下田にはアメリカ領事タウンゼント・ハリスが駐在し、安政5年に日米修好通商条約が締結されるまで、玉泉寺はアメリカ総領事館として機能した。また、嘉永6年にはロシアのプチャーチン艦隊も日本との通商を求めて来航し、同年11月1日には下田において幕府側全権と交渉を行っている。嘉永7年11月4日には安政東海地震が発生しプチャーチン艦隊のディアナ号は沈没し、日本側では韮山代官江川英龍が主導し、戸田港において代船ヘダ号の造船を行っている。

### 近代
江戸幕府が倒されて明治維新が起こると、1868年5月には、駿河国の天領・沼津藩・田中藩・小島藩・交代寄合の榊原家の久能陣屋、諸旗本領、遠江国の相良藩・横須賀藩・掛川藩・浜松藩・交代寄合の近藤家の気賀陣屋、諸旗本領が合併されて、静岡藩（70万石）が設置され、徳川将軍家の徳川家達が入った。同年6月、伊豆国（旧韮山代官領）の地域に韮山県が成立した。同年9月、旧堀江陣屋（5600石、申告1万6石。今の浜松市舘山寺地区）が堀江藩に昇格した。そして、1869年には、駿府は静岡に改名された。
1871年8月29日の廃藩置県では、静岡藩は静岡県に置き換わり、堀江藩が堀江県に置き換わった。同年12月31日には、当時の静岡県は分割され、駿河国部分が静岡県となり、遠江国部分は浜松県となった。堀江県は浜松県に編入された。韮山県は、荻野山中県や小田原県と合併して、足柄県となった。
しかし、1876年（明治9年）4月18日には足柄県が分割され、相模国部分は神奈川県に編入され、伊豆国部分は静岡県に編入された。そして、同年8月21日になると、浜松県が廃止されて静岡県に編入された。1878年（明治11年）には、伊豆諸島が東京府（現在の東京都）に編入された。
このように、伊豆国、駿河国、遠江国の3国が、1876年（明治9年）に行われた県の合併によって、現在の静岡県となった。

## 人口
静岡県の人口は2007年12月の379万7,333人をピークに減り続けており、2022年2月には人口が360万人を下回った。
地域別に見ると特に伊豆半島地域の減少が激しいが、政令指定都市である静岡市や浜松市も人口減少に悩まされており、就職や進学に伴い東京圏に多くの若者が流出している。人口減少を背景に県内では空き家が増え続けているため、静岡県は空き家への引っ越しに補助を2022年度に設ける方針を固めた。
当時の県知事川勝平太は360万人割れを受け、「今こそ東京一極集中の時代から地方活躍の静岡時代へと転換を図るチャンスと捉え、魅力あふれる地域を創生し、人口減少の克服に向けて全力で取り組む」とコメントしている。
人口減少が続けば鉄道や小売、自動車販売といった経済活動にも影響を及ぼすため、静岡鉄道のような民間企業も県内への移住事業を本格化させている。

静岡県市町村人口増減率分布図（2005年度と2010年度国勢調査から算出）
増加
2.5 - 4.99 %
0.0 - 2.49 %
減少
0.0 - 2.5 %
2.5 - 5.0 %
5.0 - 7.5 %
7.5 - 10.0 %
10.0 % 以上

| 増加 2.5 - 4.99 % 0.0 - 2.49 % | 減少 0.0 - 2.5 % 2.5 - 5.0 % 5.0 - 7.5 % 7.5 - 10.0 % 10.0 % 以上 |

| |                                        |  |
| 静岡県と全国の年齢別人口分布（2005年） | 静岡県の年齢・男女別人口分布（2005年） |  |
| ■紫色 ― 静岡県 ■緑色 ― 日本全国 | ■青色 ― 男性 ■赤色 ― 女性              |  |
| 静岡県（に相当する地域）の人口の推移 \| 1970年（昭和45年） \| 3,089,895人 \| \| \| 1975年（昭和50年） \| 3,308,799人 \| \| \| 1980年（昭和55年） \| 3,446,804人 \| \| \| 1985年（昭和60年） \| 3,574,692人 \| \| \| 1990年（平成2年） \| 3,670,840人 \| \| \| 1995年（平成7年） \| 3,737,689人 \| \| \| 2000年（平成12年） \| 3,767,393人 \| \| \| 2005年（平成17年） \| 3,792,377人 \| \| \| 2010年（平成22年） \| 3,765,007人 \| \| \| 2015年（平成27年） \| 3,700,305人 \| \| \| 2020年（令和2年） \| 3,633,202人 \| \| |                                        |  |
| 総務省統計局 国勢調査より |                                        |  |
| 1970年（昭和45年） | 3,089,895人                            |  |
| 1975年（昭和50年） | 3,308,799人                            |  |
| 1980年（昭和55年） | 3,446,804人                            |  |
| 1985年（昭和60年） | 3,574,692人                            |  |
| 1990年（平成2年） | 3,670,840人                            |  |
| 1995年（平成7年） | 3,737,689人                            |  |
| 2000年（平成12年） | 3,767,393人                            |  |
| 2005年（平成17年） | 3,792,377人                            |  |
| 2010年（平成22年） | 3,765,007人                            |  |
| 2015年（平成27年） | 3,700,305人                            |  |
| 2020年（令和2年） | 3,633,202人                            |  |

### 静岡県人口動態
2024年現在約353万人となっており減少傾向が続いており、1983年(昭和58年)の人口とほぼ同じ水準である。人口順位は1960年（昭和35年）では埼玉県,千葉県より多い全国8位の規模であったが1964年には埼玉県に、1968年には千葉県に人口を抜かれてからは全国10位の規模で長年推移している。静岡県の人口推移はほぼ国内の人口増加率と同じであり国勢調査の人口増加率は長年10位台で推移している。
| 実施年 | 人口（人） | 増減人口（人） | 人口増減率(%) | 国内増減率(%) | 増加率全国順位 |
| ------ | ---------- | -------------- | ------------- | ------------- | -------------- |
| 1960年 | 2,756,271  | -              | -             | -             | -              |
| 1965年 | 2,912,521  | 156,250        | 5.67          | 5.20          | 10位           |
| 1970年 | 3,089,895  | 177,374        | 6.09          | 5.54          | 10位           |
| 1975年 | 3,308,799  | 218,904        | 7.08          | 7.92          | 14位           |
| 1980年 | 3,446,804  | 138,005        | 4.17          | 4.57          | 19位           |
| 1985年 | 3,574,692  | 127,888        | 3.71          | 3.40          | 12位           |
| 1990年 | 3,670,840  | 96,148         | 2.69          | 2.12          | 11位           |
| 1995年 | 3,737,689  | 66,849         | 1.82          | 1.58          | 15位           |
| 2000年 | 3,767,393  | 29,704         | 0.79          | 1.08          | 17位           |
| 2005年 | 3,792,377  | 24,984         | 0.66          | 0.66          | 10位           |
| 2010年 | 3,765,007  | 27,370         | 0.72          | 0.23          | 19位           |
| 2015年 | 3,700,305  | 64,702         | 1.72          | 0.75          | 17位           |
| 2020年 | 3,633,202  | 67,103         | 1.81          | 0.75          | 17位           |

### 都市

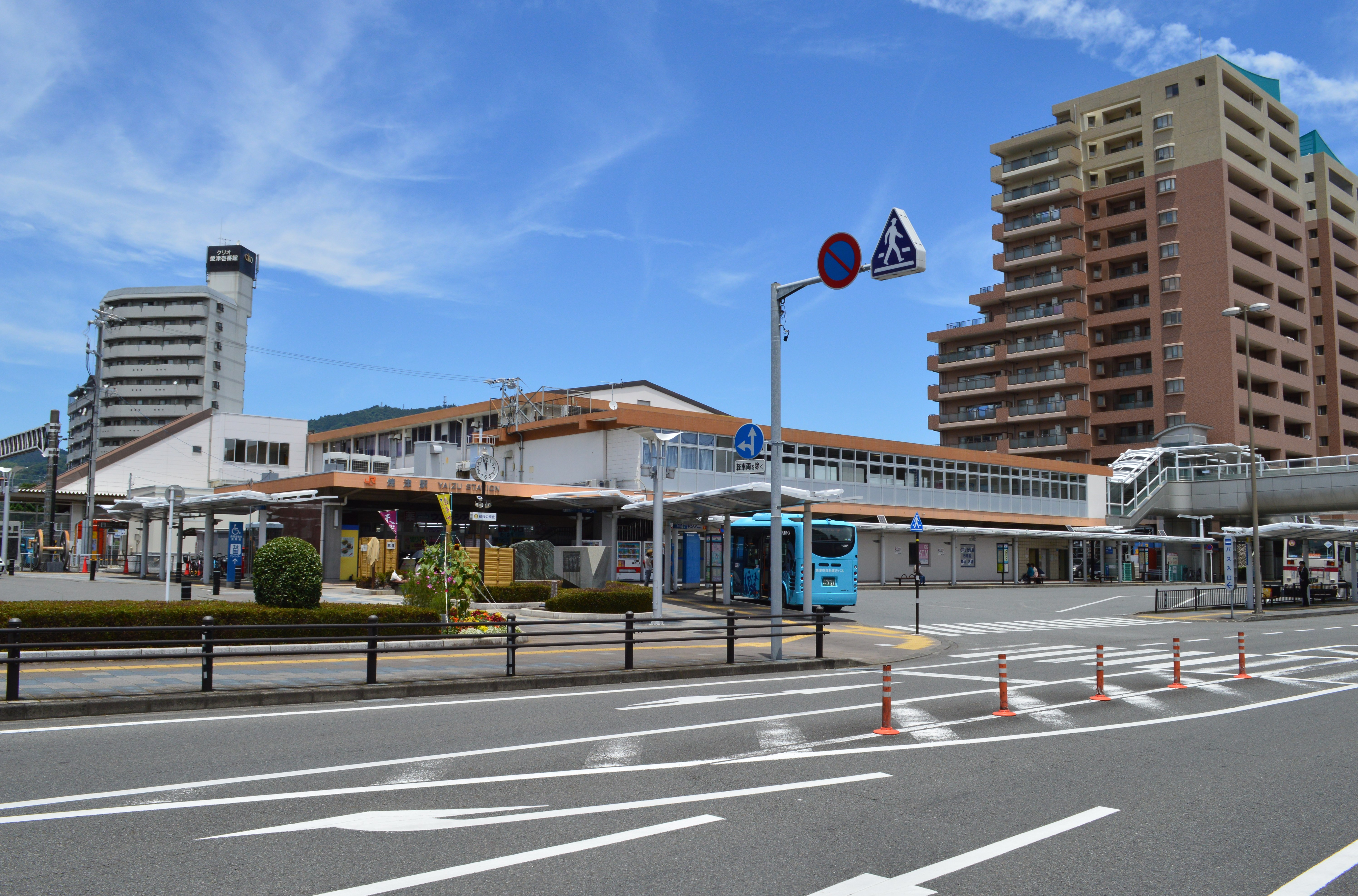
焼津市
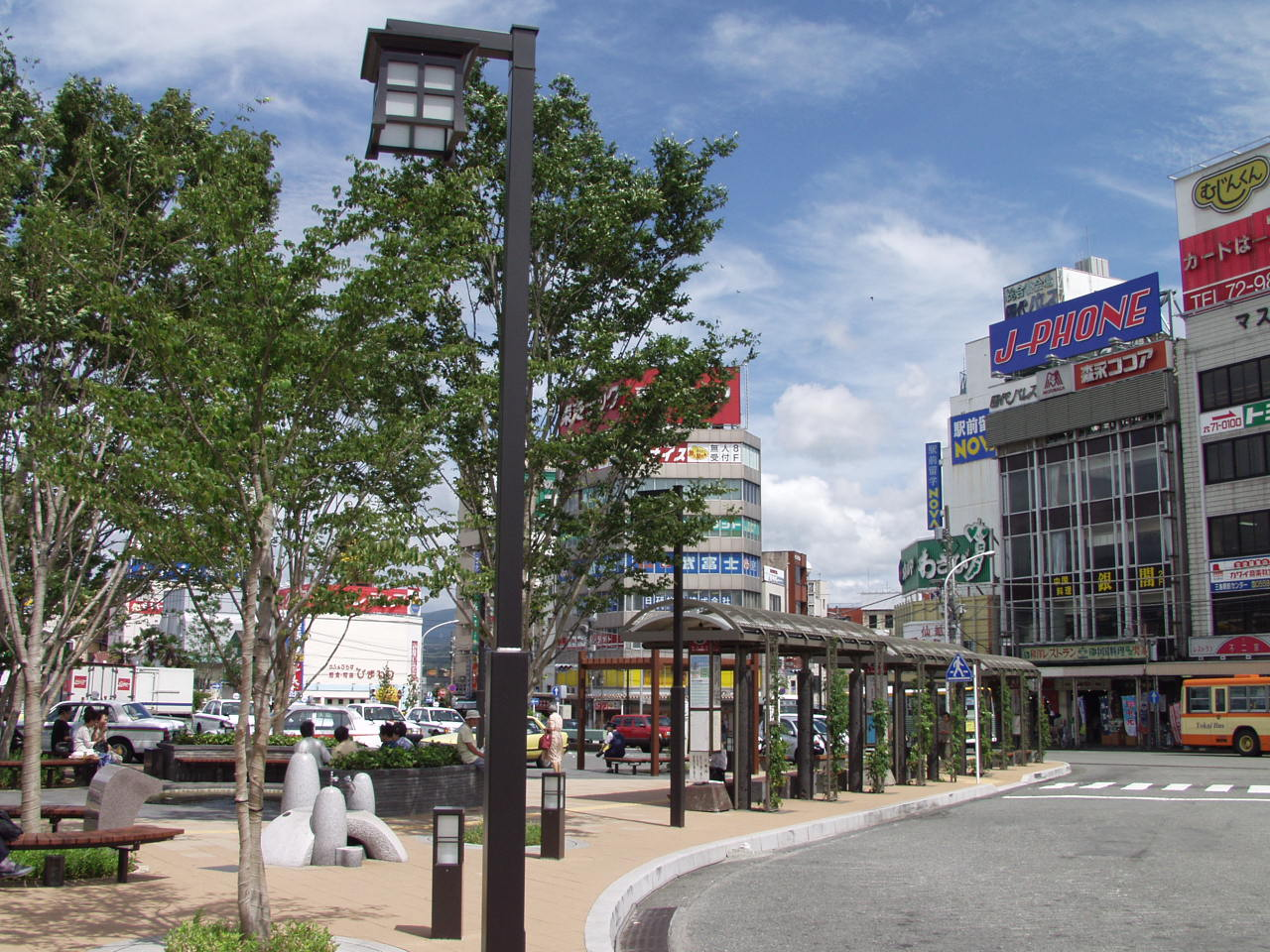
三島市
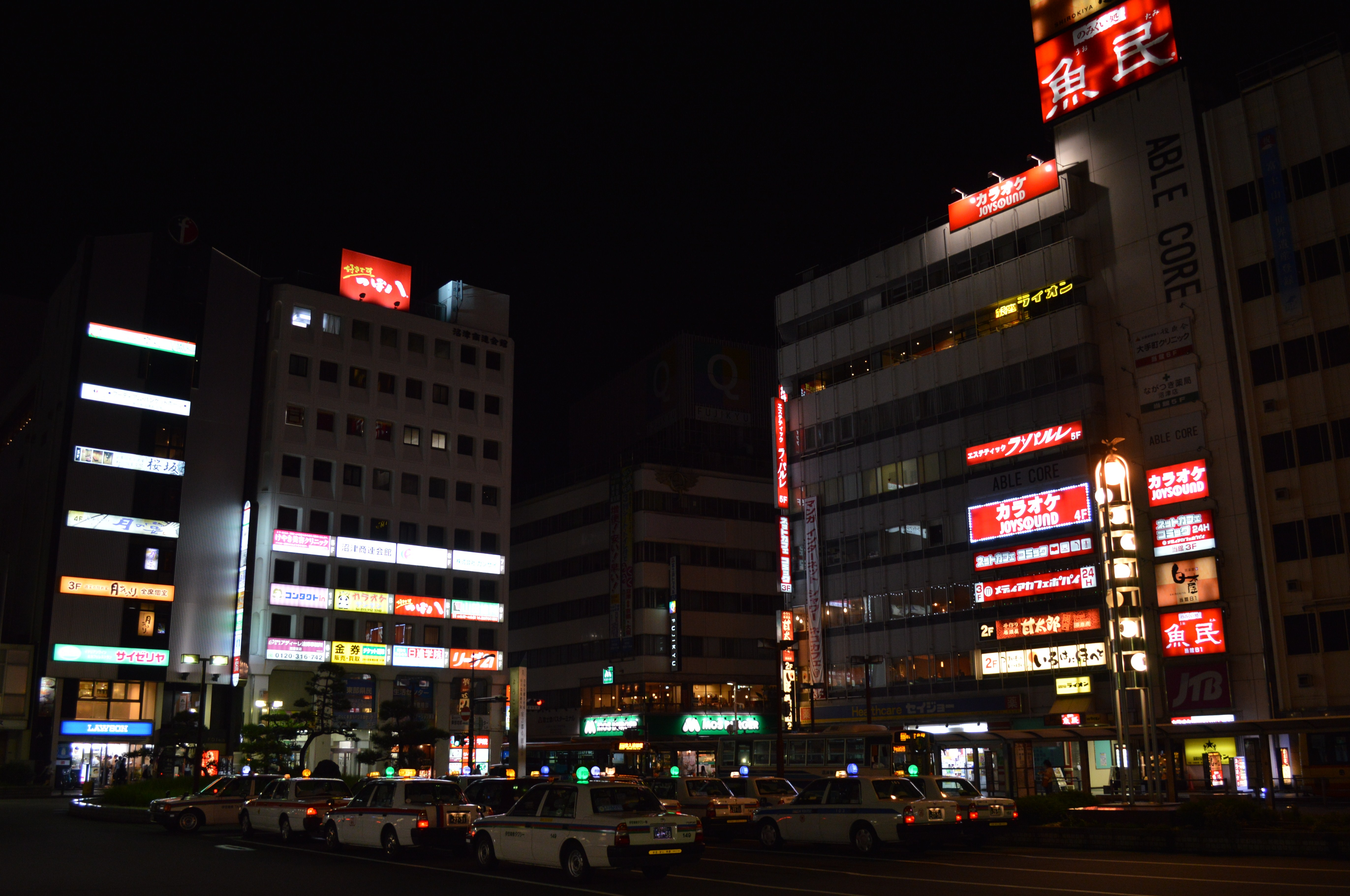
沼津市（特例市）
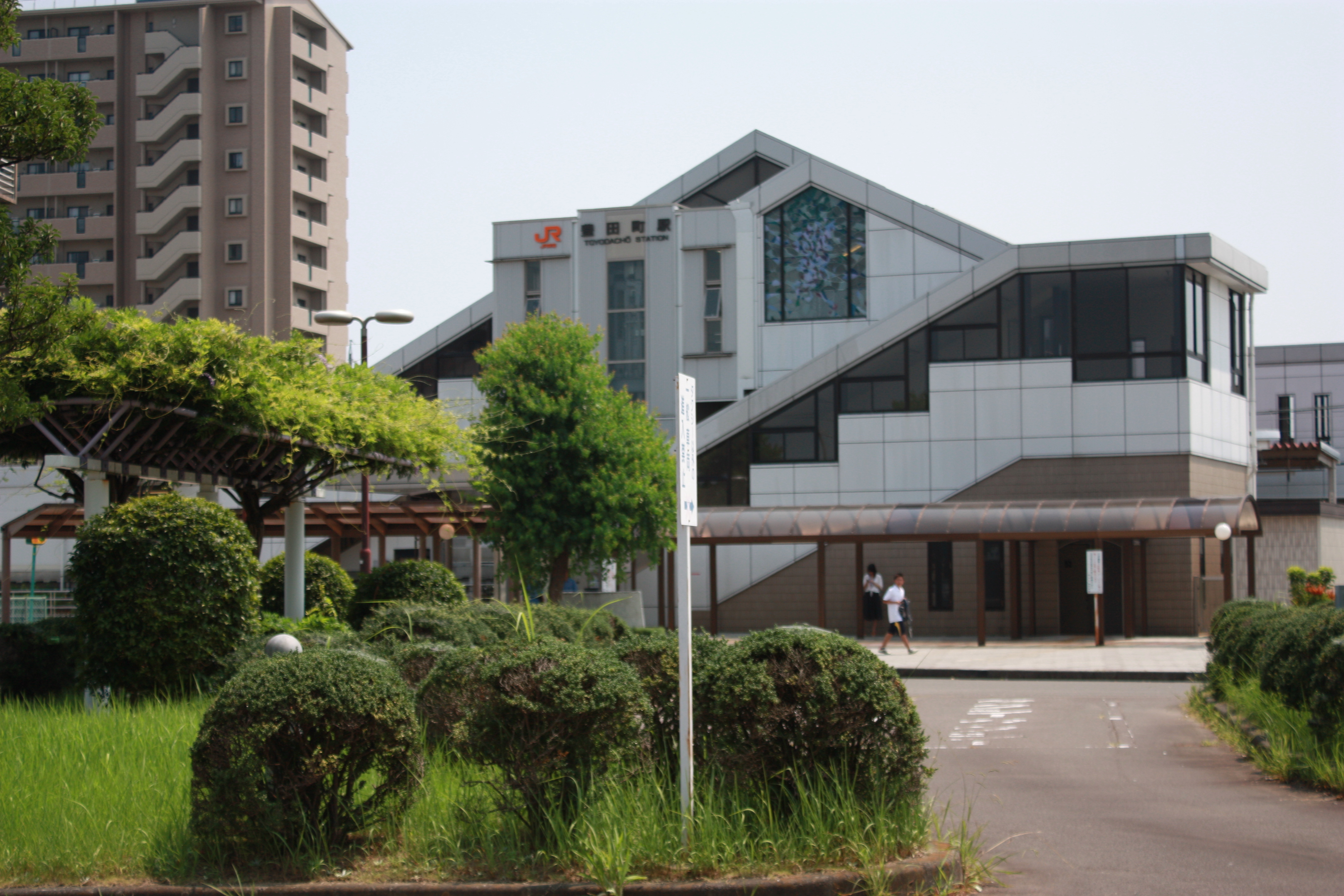
磐田市
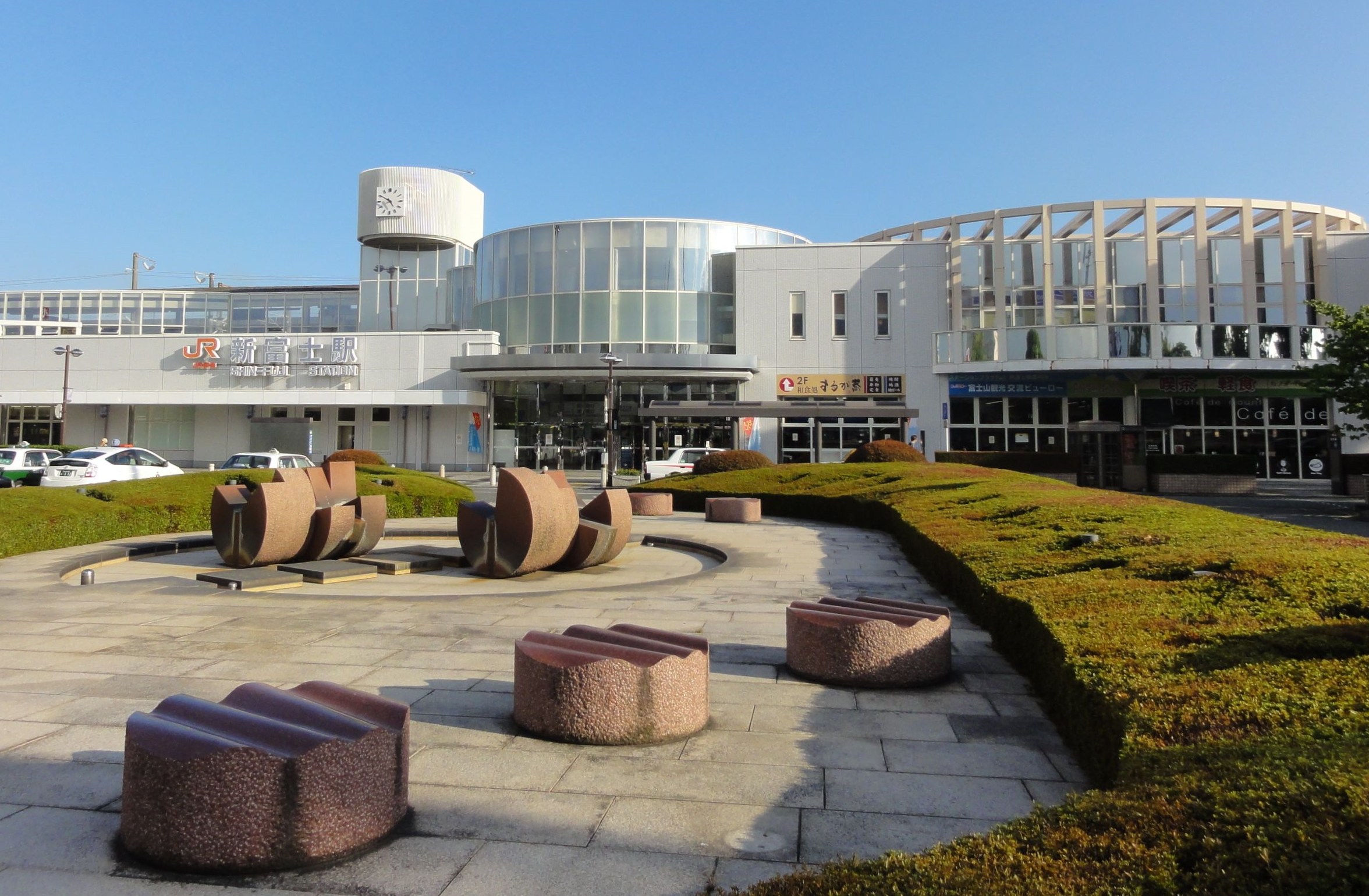
富士市（特例市）

静岡県内 市別人口ランキング

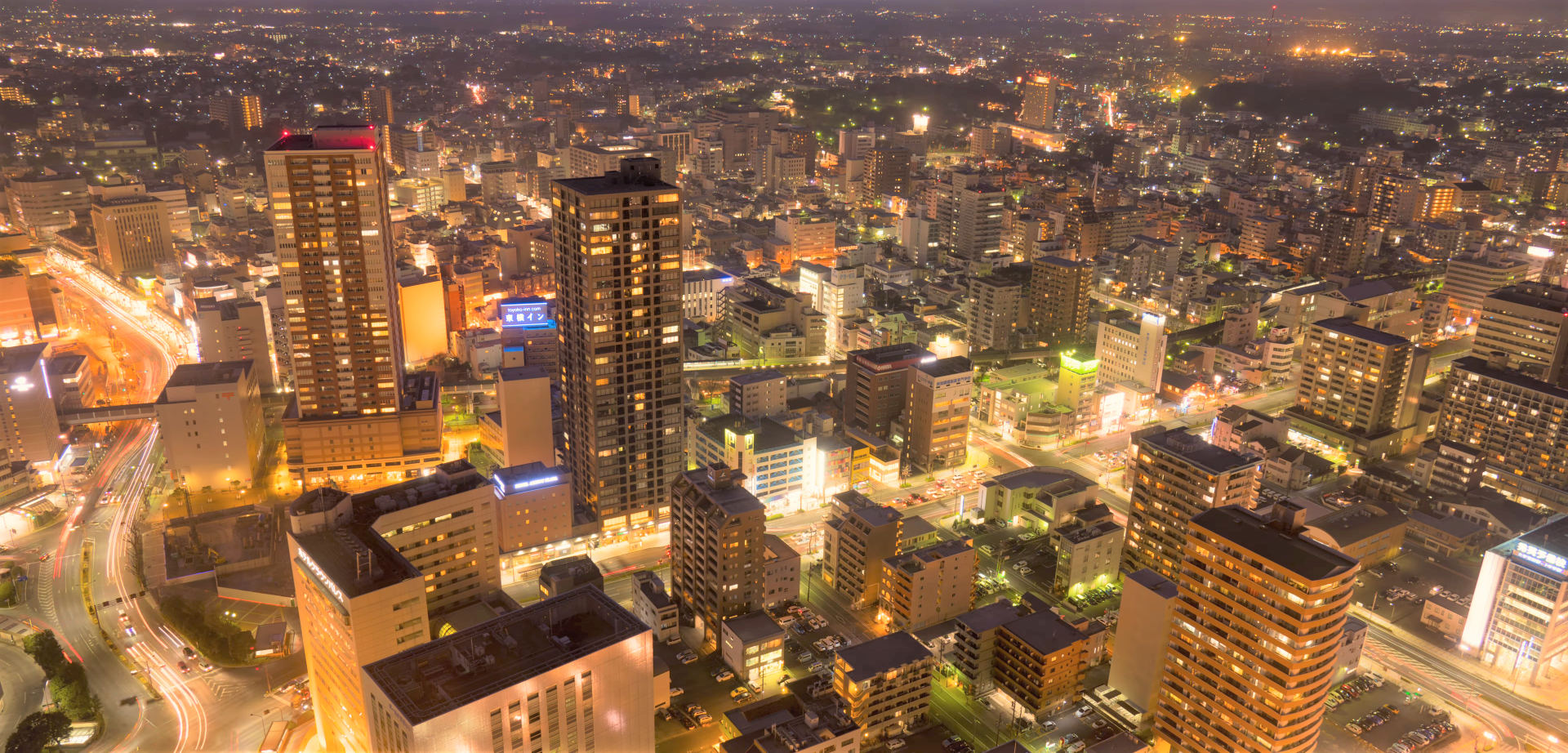
1.浜松市（政令市）
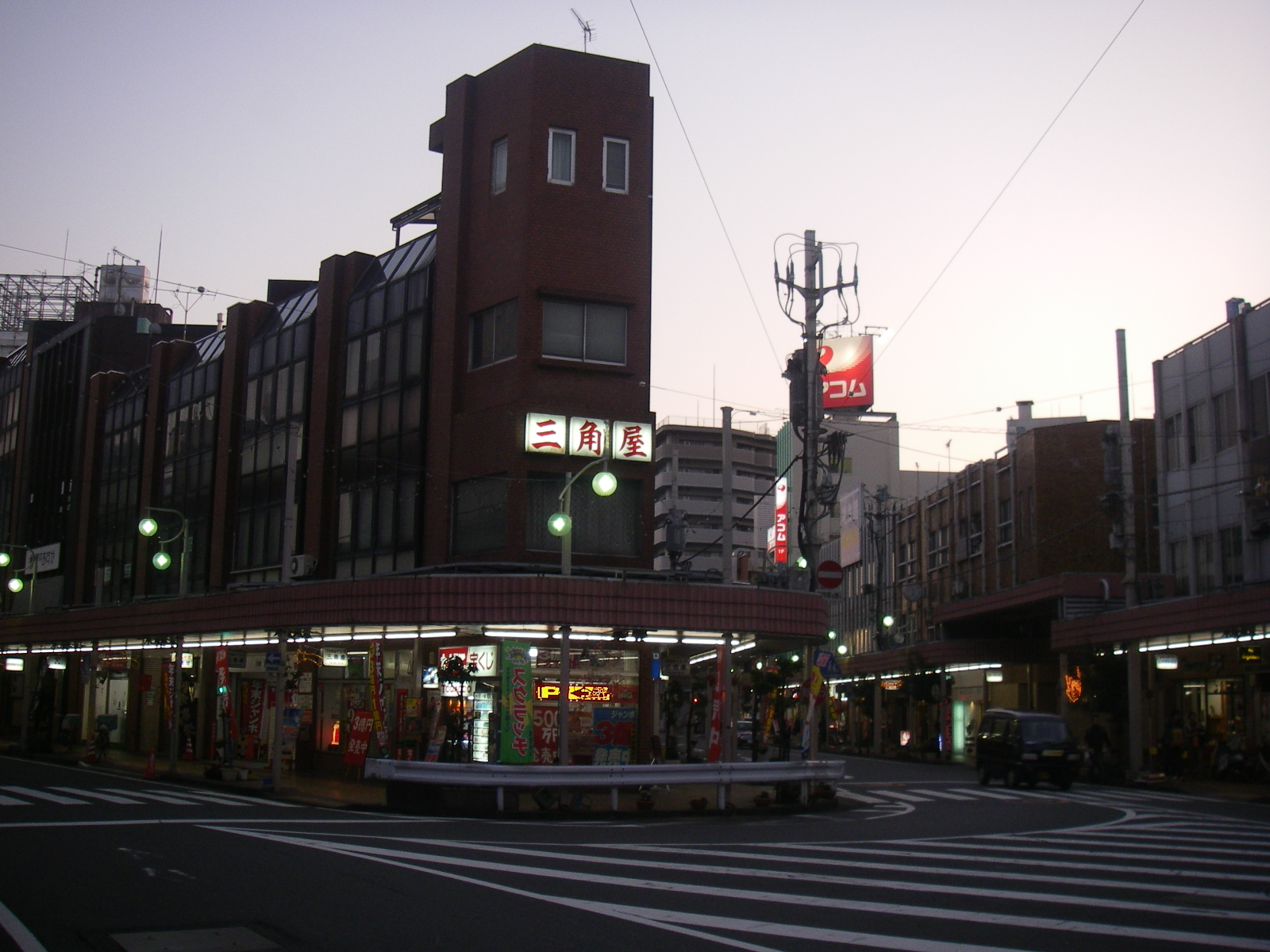
3.富士市（特例市）
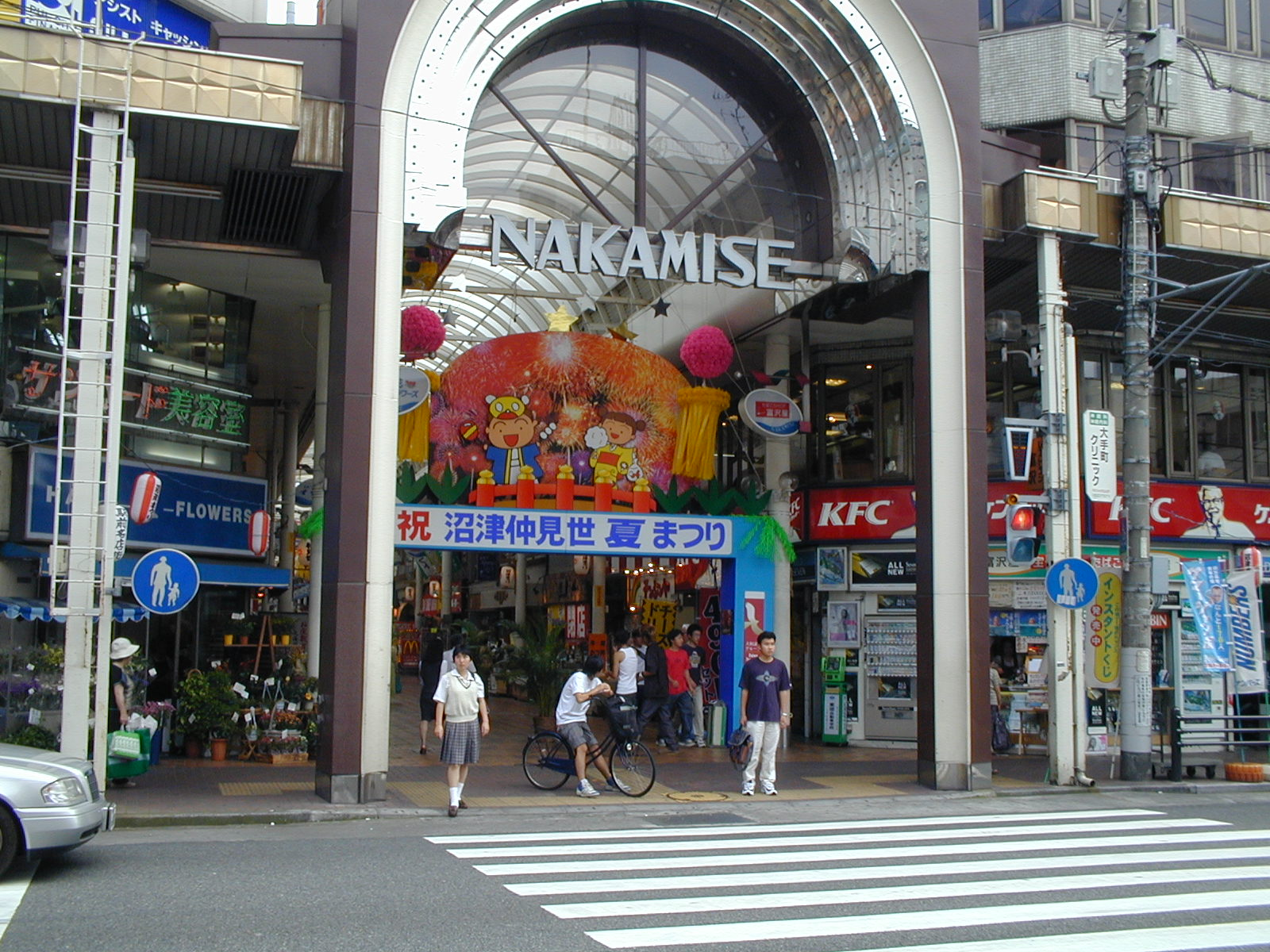
4.沼津市（特例市）
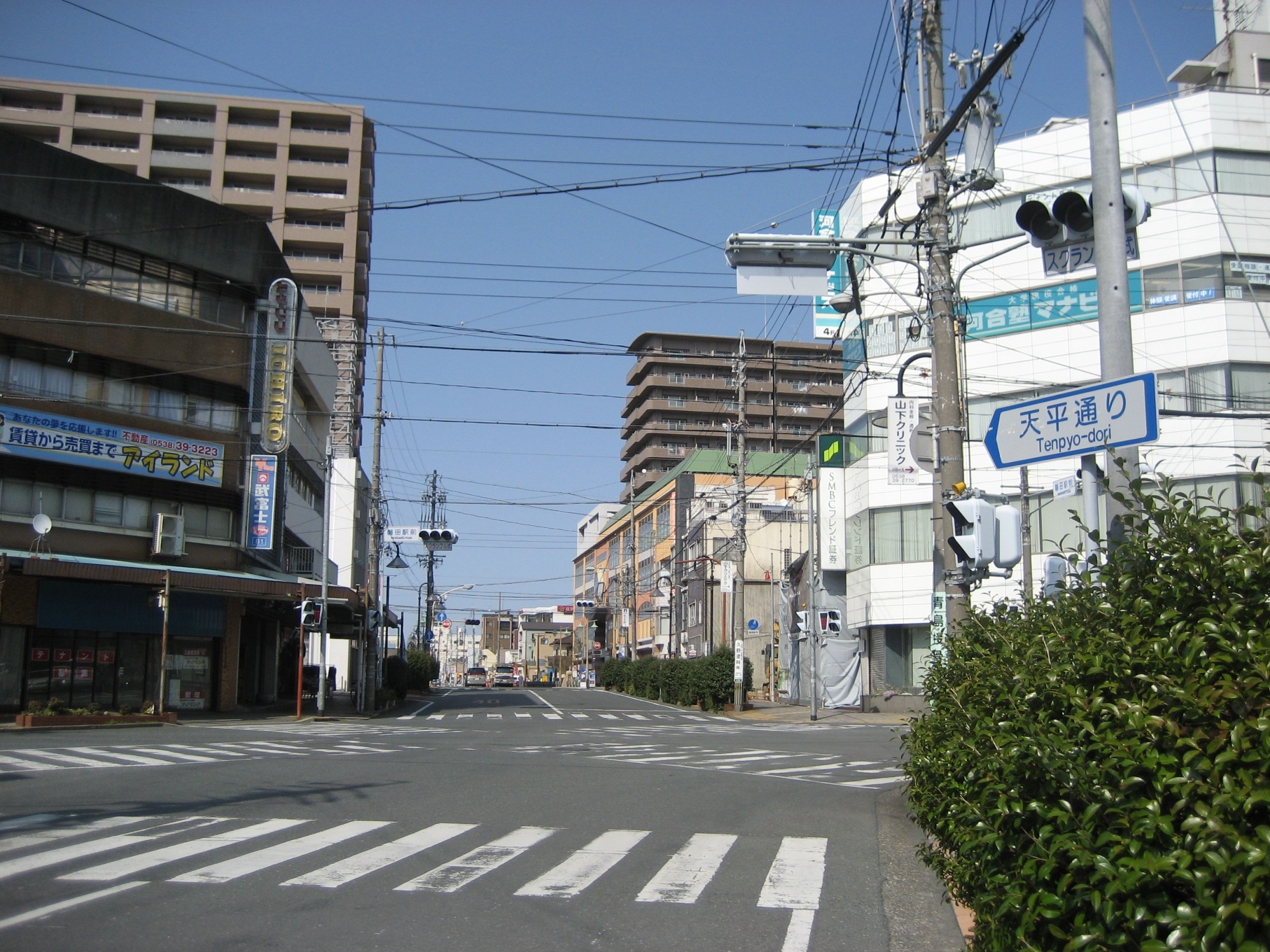
5.磐田市
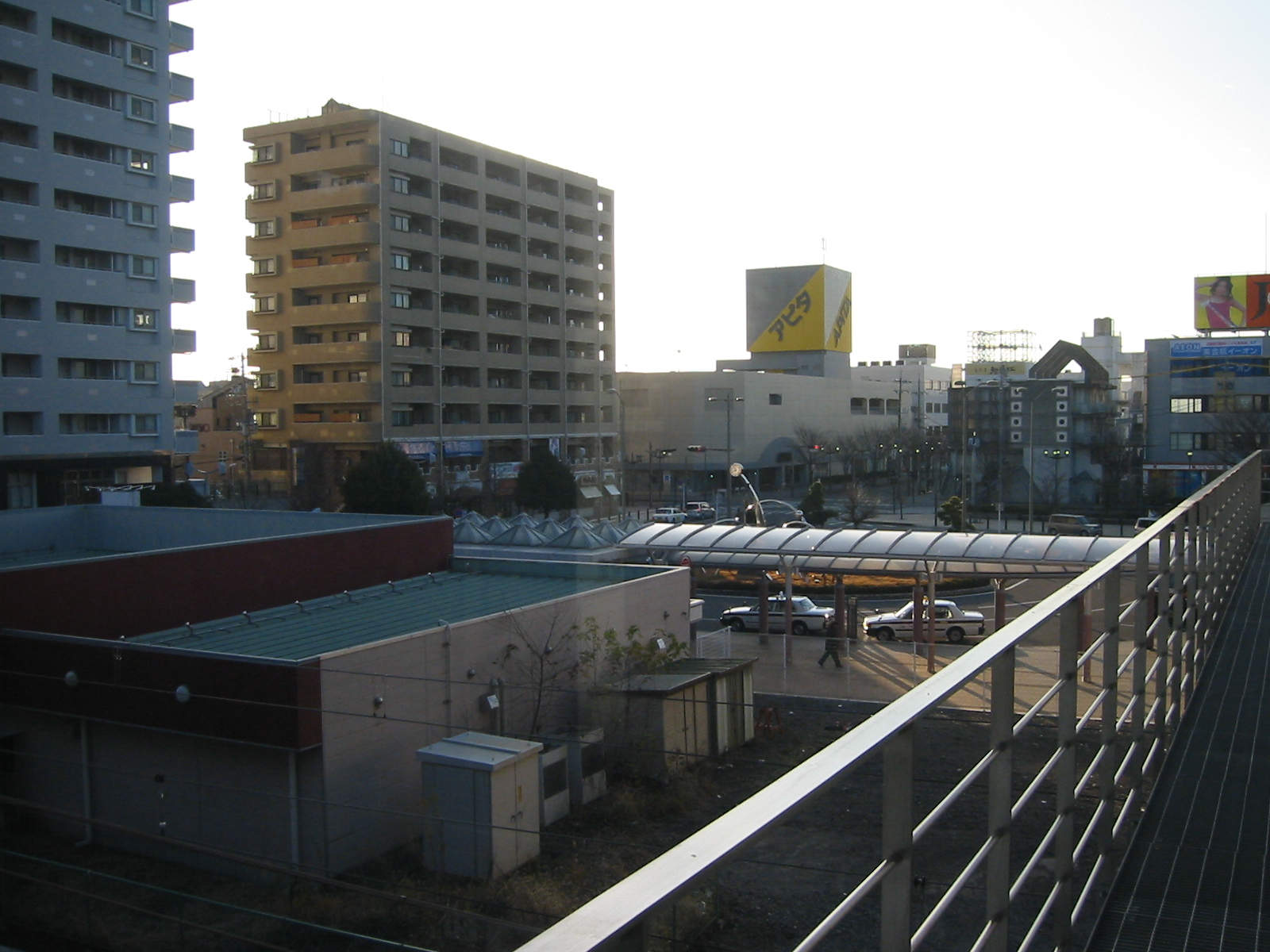
6.藤枝市
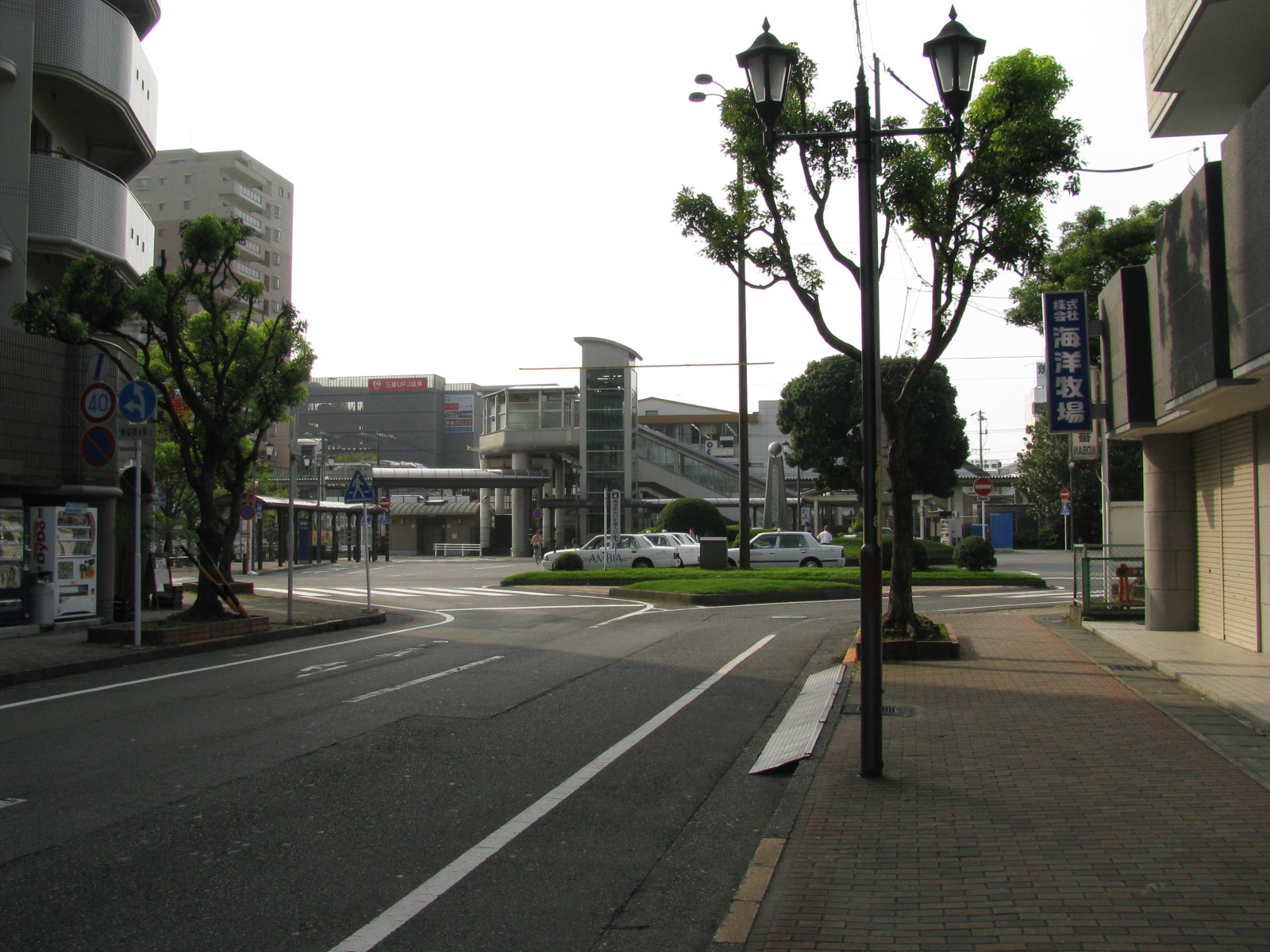
7.焼津市
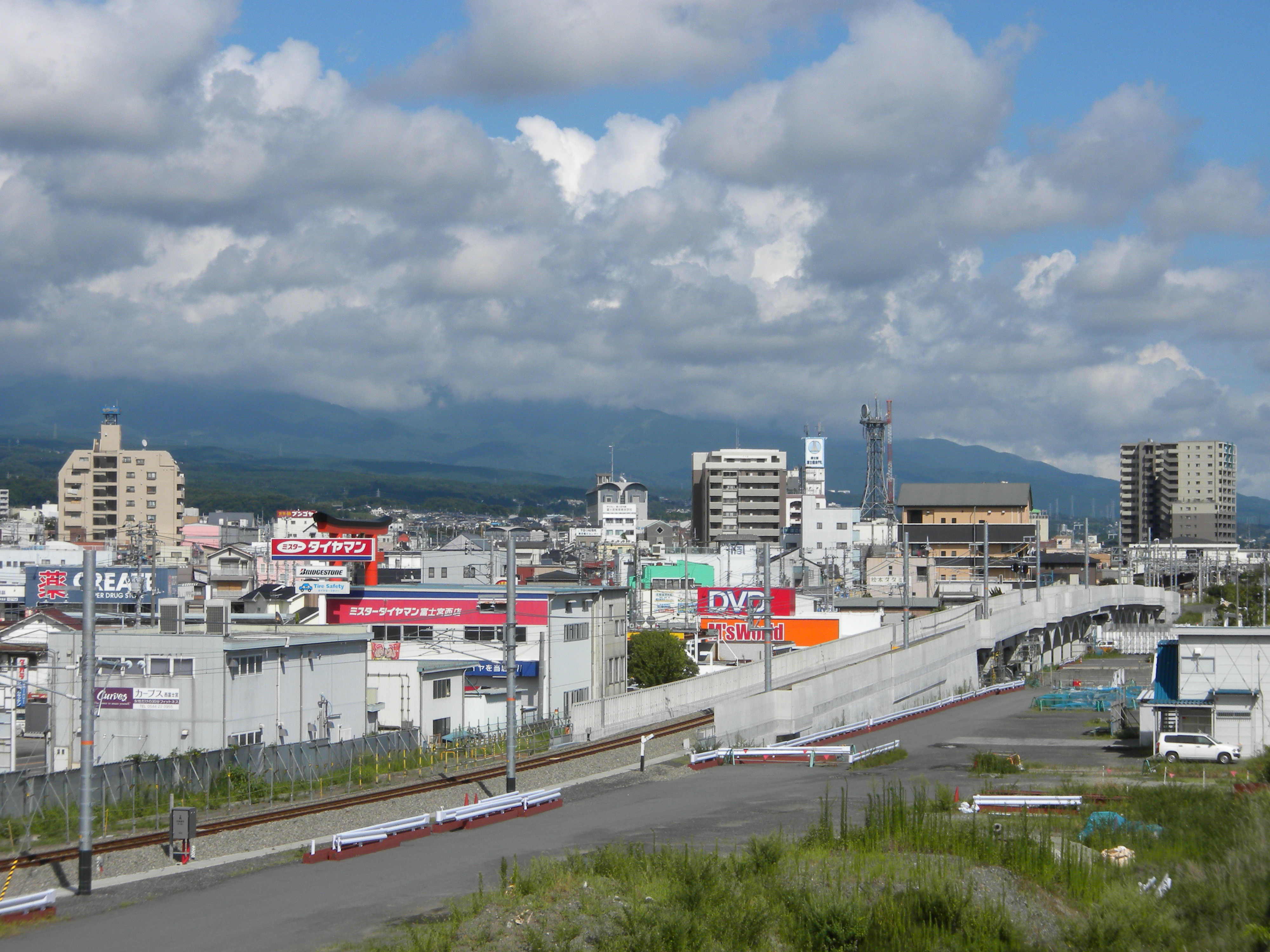
8.富士宮市
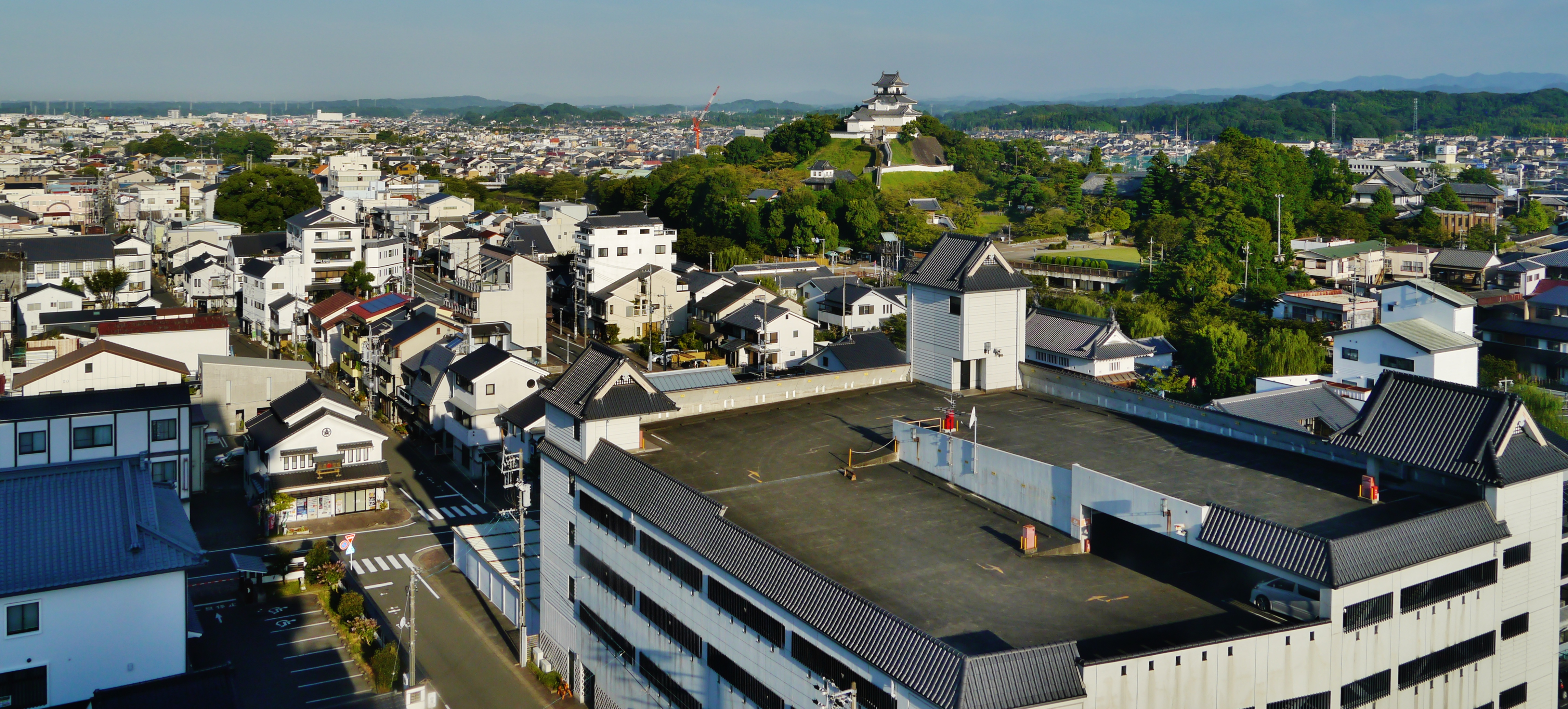
9.掛川市
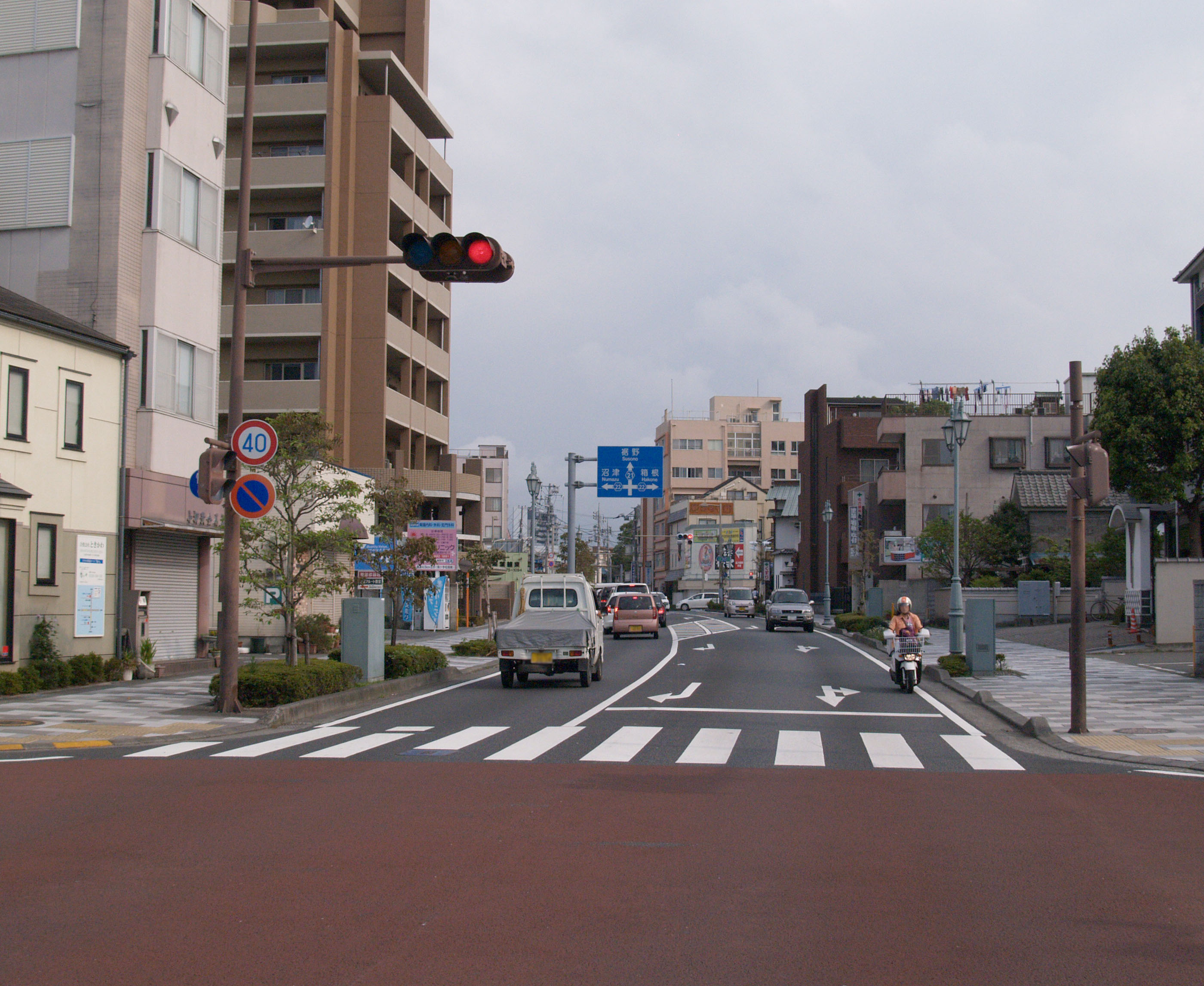
10.三島市

静岡県内市別人口密度ランキング（推計人口 2025年7月1日）
1. 焼津市（1,881.55人/km2）
2. 三島市（1,658.09人/km2）
3. 沼津市（963.6人/km2）
4. 磐田市（990.14人/km2）
5. 富士市（972.52人/km2）

- 焼津市
- 三島市
- 沼津市（特例市）
- 磐田市
- 富士市（特例市）

#### 静岡県内市町別人口・面積・人口密度
| 自治体                | コード | 人口（人） | 面積（km2） | 人口密度（人/km2） |
| --------------------- | ------ | ---------- | ----------- | ------------------ |
| 静岡市                | 221007 | 667,881    | 1,411.93    | 473.03             |
| 浜松市                | 221309 | 769,988    | 1,558.11    | 494.18             |
| 沼津市                | 222038 | 180,048    | 186.85      | 963.6              |
| 熱海市                | 222054 | 31,094     | 61.70       | 503.95             |
| 三島市                | 222062 | 102,835    | 62.02       | 1,658.09           |
| 富士宮市              | 222071 | 122,813    | 389.08      | 315.65             |
| 伊東市                | 222089 | 61,424     | 124.02      | 495.27             |
| 島田市                | 222097 | 91,959     | 315.70      | 291.29             |
| 富士市                | 222101 | 238,209    | 244.94      | 972.52             |
| 磐田市                | 222119 | 161,839    | 163.45      | 990.14             |
| 焼津市                | 222127 | 132,273    | 70.30       | 1,881.55           |
| 掛川市                | 222135 | 112,330    | 265.69      | 422.79             |
| 藤枝市                | 222143 | 136,414    | 194.06      | 702.95             |
| 御殿場市              | 222151 | 81,883     | 194.90      | 420.13             |
| 袋井市                | 222160 | 87,249     | 108.33      | 805.4              |
| 下田市                | 222194 | 18,128     | 104.38      | 173.67             |
| 裾野市                | 222208 | 47,990     | 138.12      | 347.45             |
| 湖西市                | 222216 | 55,466     | 86.56       | 640.78             |
| 伊豆市                | 222224 | 25,704     | 363.97      | 70.62              |
| 御前崎市              | 222232 | 28,626     | 65.57       | 436.57             |
| 菊川市                | 222241 | 46,352     | 94.19       | 492.11             |
| 伊豆の国市            | 222259 | 44,287     | 94.62       | 468.05             |
| 牧之原市              | 222267 | 40,387     | 111.69      | 361.6              |
| 東伊豆町              | 223018 | 10,629     | 77.82       | 136.58             |
| 河津町                | 223026 | 6,076      | 100.69      | 60.34              |
| 南伊豆町              | 223042 | 7,035      | 109.94      | 63.99              |
| 松崎町                | 223051 | 5,263      | 85.11       | 61.84              |
| 西伊豆町              | 223069 | 6,082      | 105.41      | 57.7               |
| 函南町                | 223255 | 35,264     | 65.16       | 541.19             |
| 清水町                | 223417 | 31,004     | 8.81        | 3,519.18           |
| 長泉町                | 223425 | 43,234     | 26.63       | 1,623.51           |
| 小山町                | 223441 | 17,161     | 135.74      | 126.43             |
| 吉田町                | 224243 | 28,135     | 20.73       | 1,357.21           |
| 川根本町              | 224294 | 5,258      | 496.88      | 10.58              |
| 森町                  | 224618 | 16,194     | 133.91      | 120.93             |
| 推計人口 2025年7月1日 |        |            |             |                    |

### 都市圏
総務省が定義する大都市圏として、静岡・浜松大都市圏及び関東大都市圏を有する。
都市雇用圏では、以下の都市圏を有する。
1. 浜松都市圏：人口1,090,736人、面積2,050.36km²、人口密度532人/km²。（2025年7月1日、推計人口）
2. 静岡都市圏：人口1,028,527人、面積1,991.99km²、人口密度516人/km²。（2025年7月1日、推計人口）
3. 沼津都市圏：人口462,376人、面積808.06km²、人口密度572人/km²。（2025年7月1日、推計人口）
4. 富士都市圏：人口361,022人、面積634.02km²、人口密度569人/km²。（2025年7月1日、推計人口）[注釈 9]
5. 掛川都市圏：人口187,308人、面積425.45km²、人口密度440人/km²。（2025年7月1日、推計人口）
6. 御殿場都市圏：人口147,034人、面積468.76km²、人口密度314人/km²。（2025年7月1日、推計人口）
7. 島田都市圏：人口95,529人、面積315.70 km²、人口密度303人/km²。（2020年8月1日、推計人口）

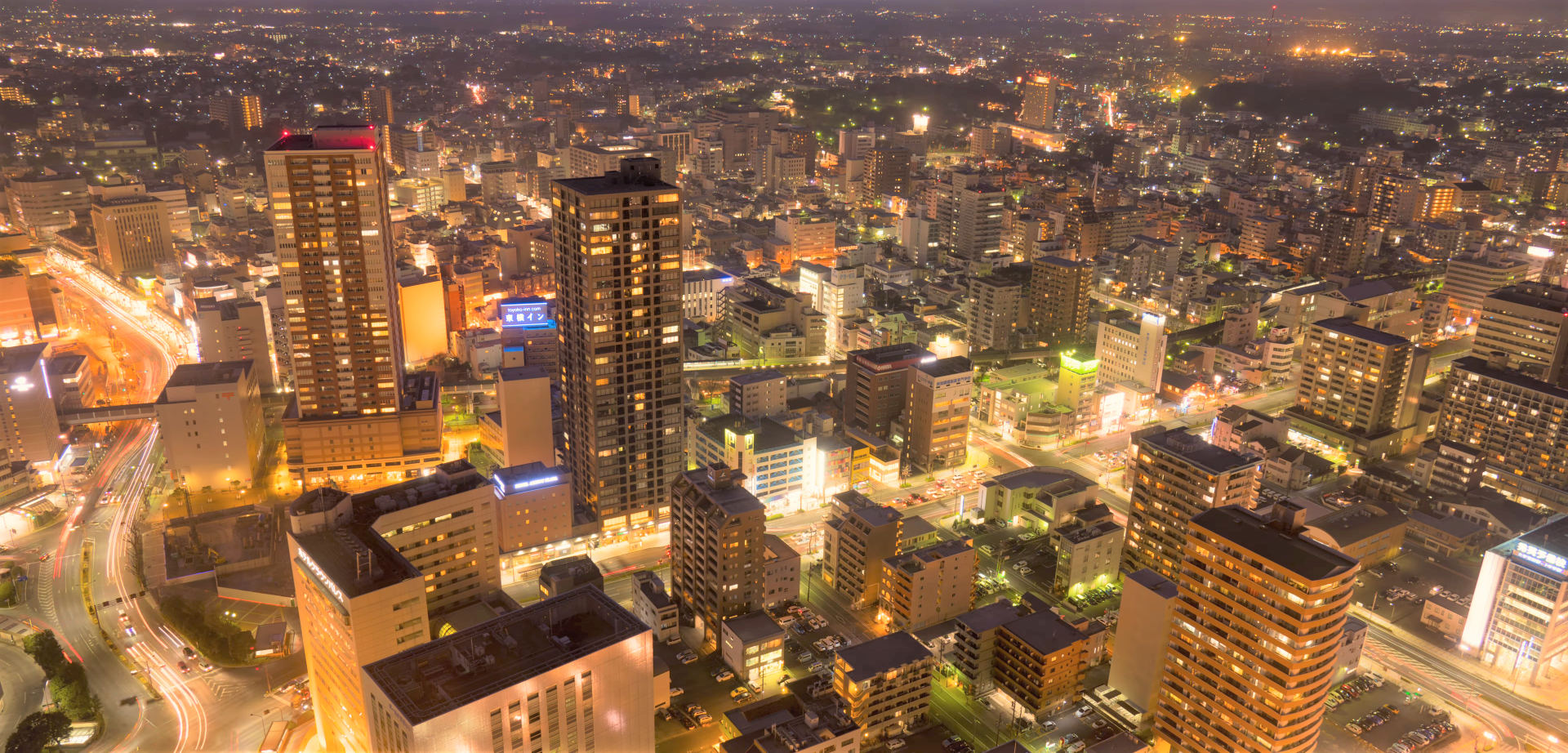
浜松市（政令市）
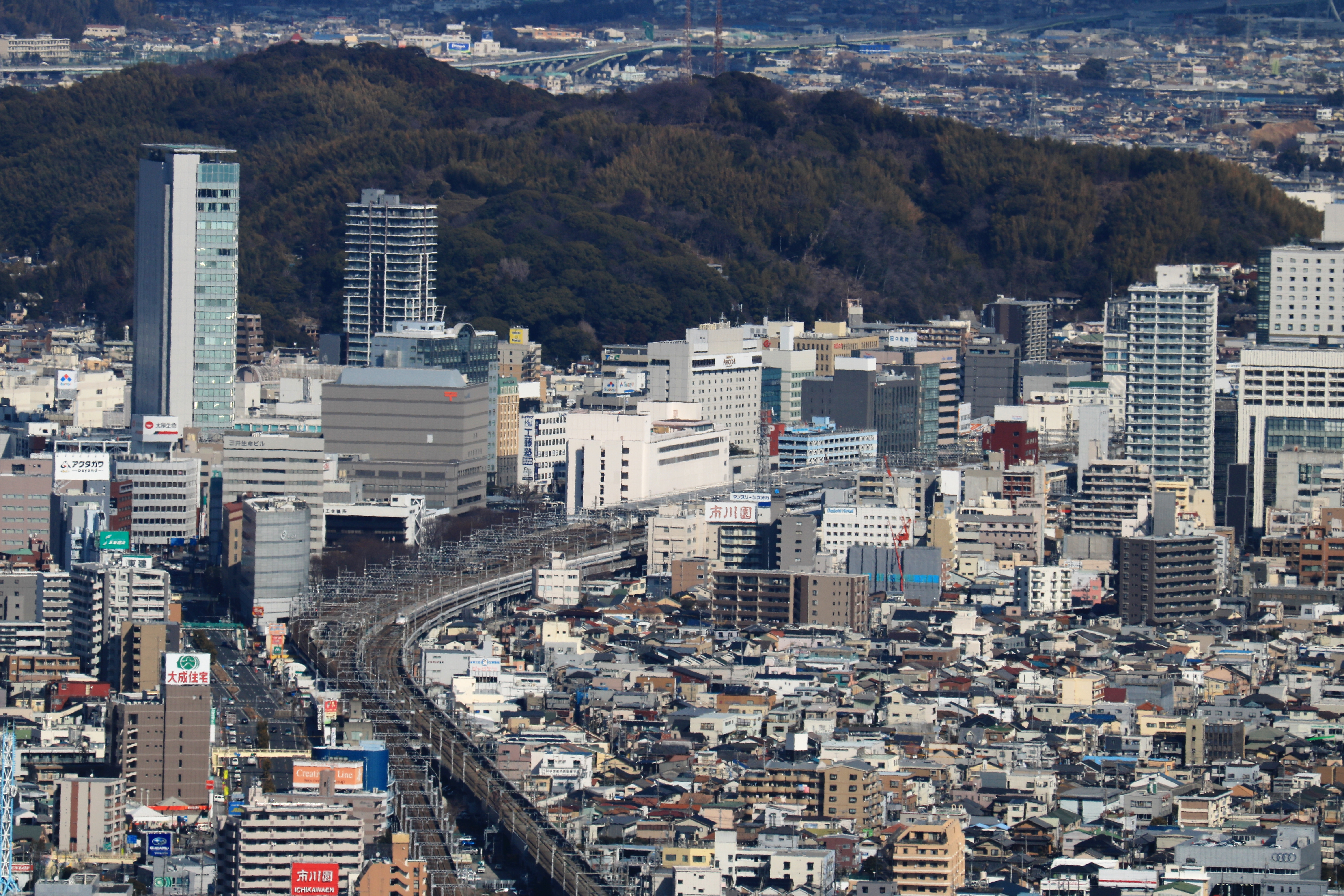
静岡市（政令市）
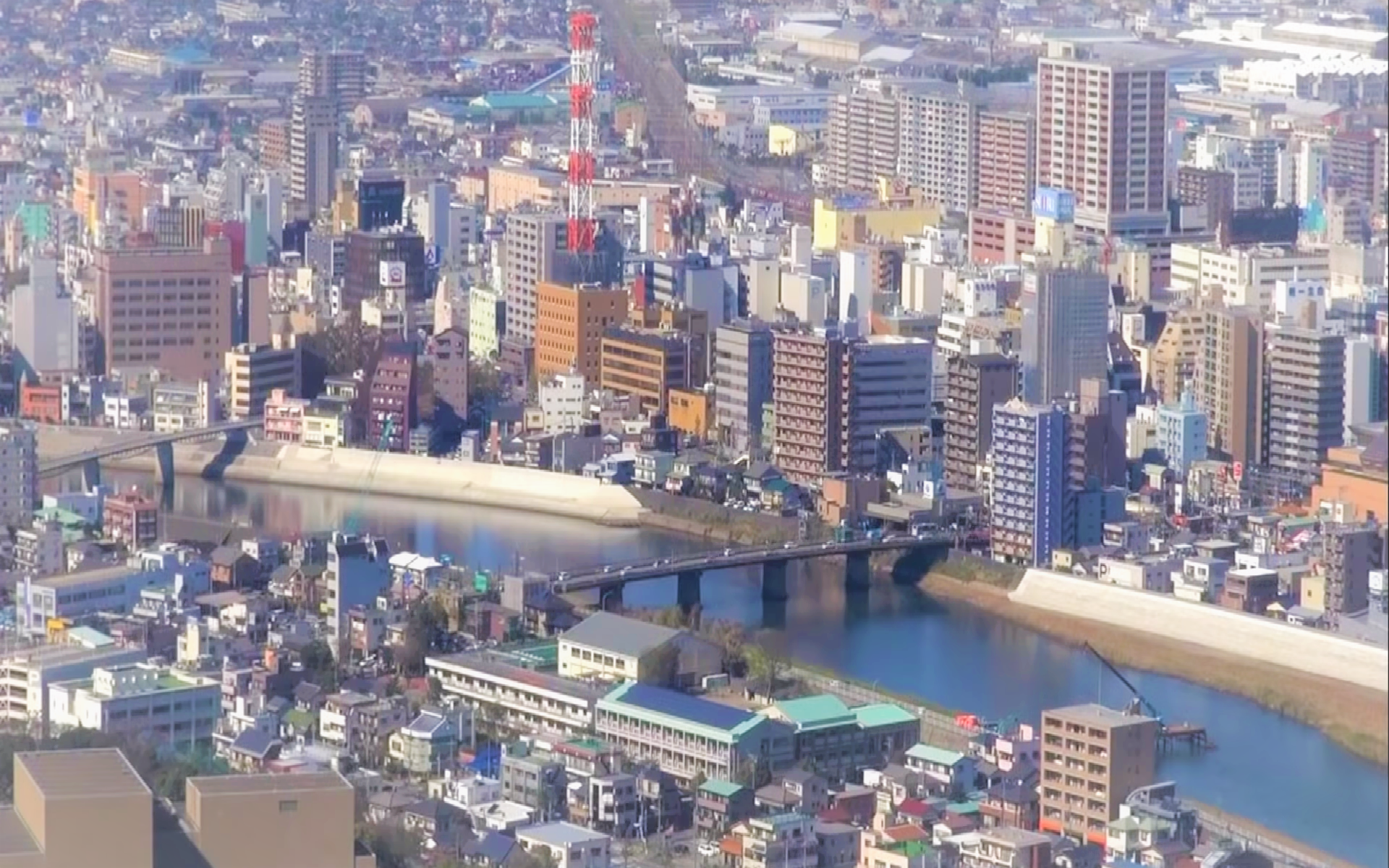
沼津市（特例市）
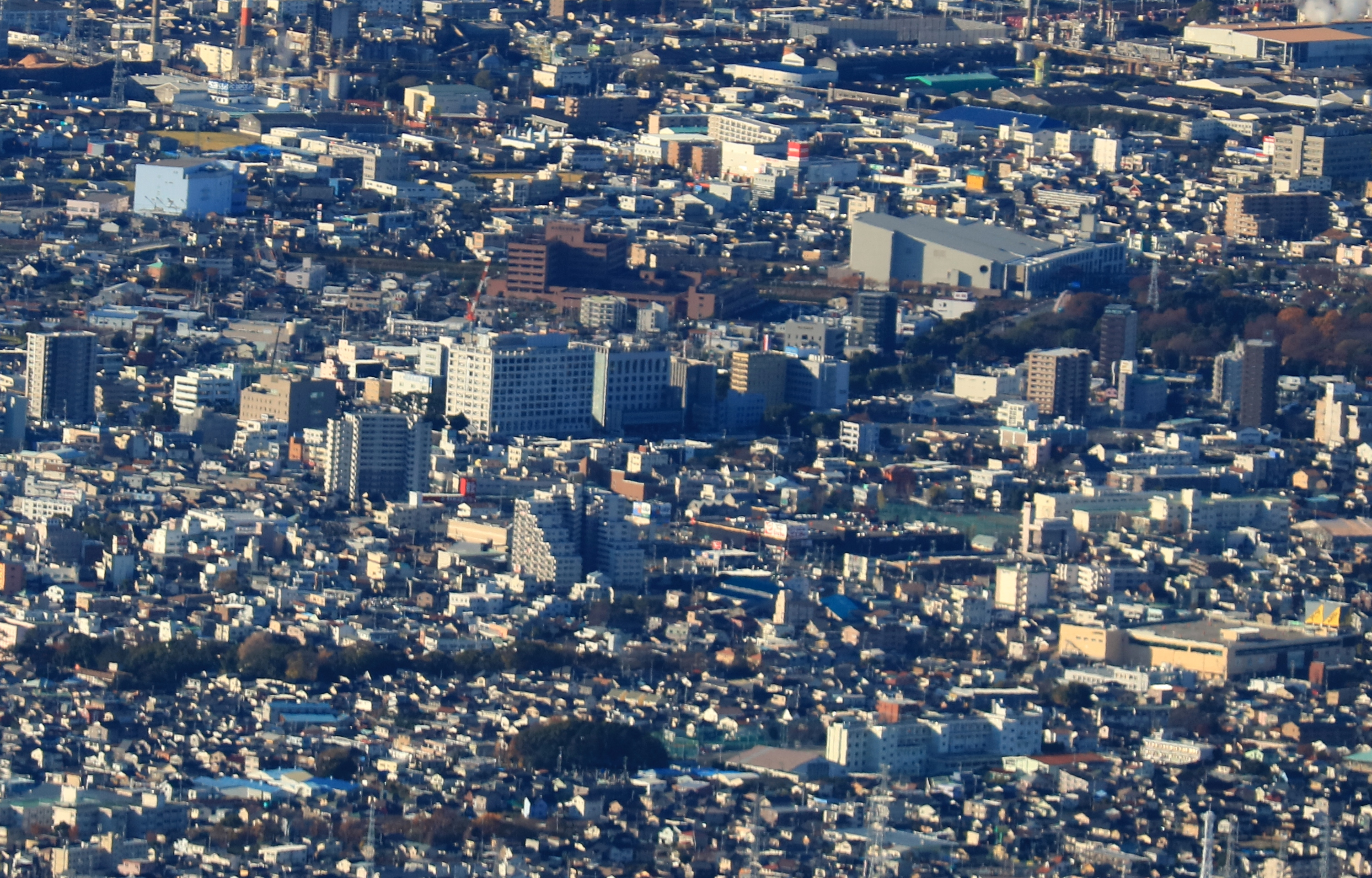
富士市（特例市）
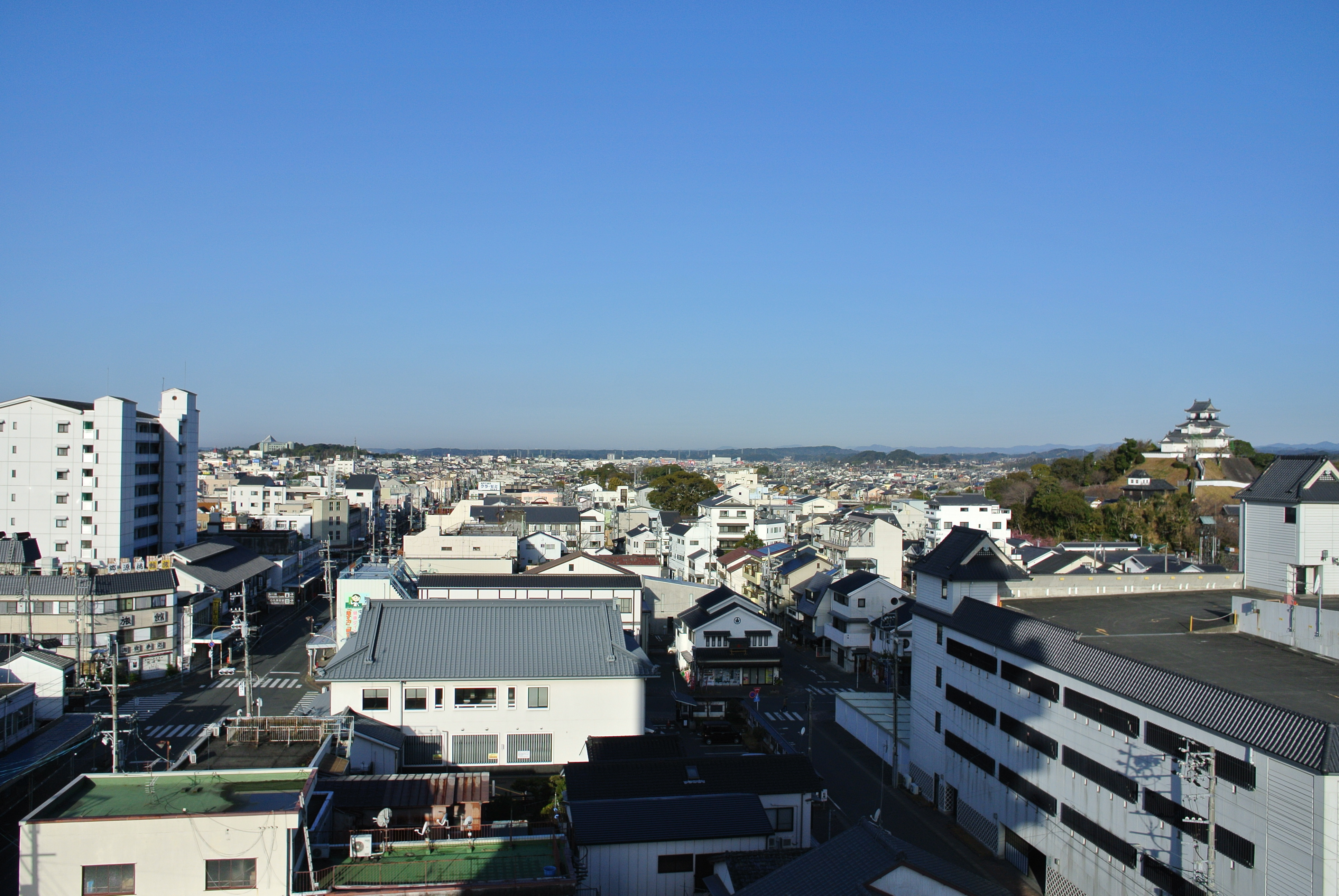
掛川市
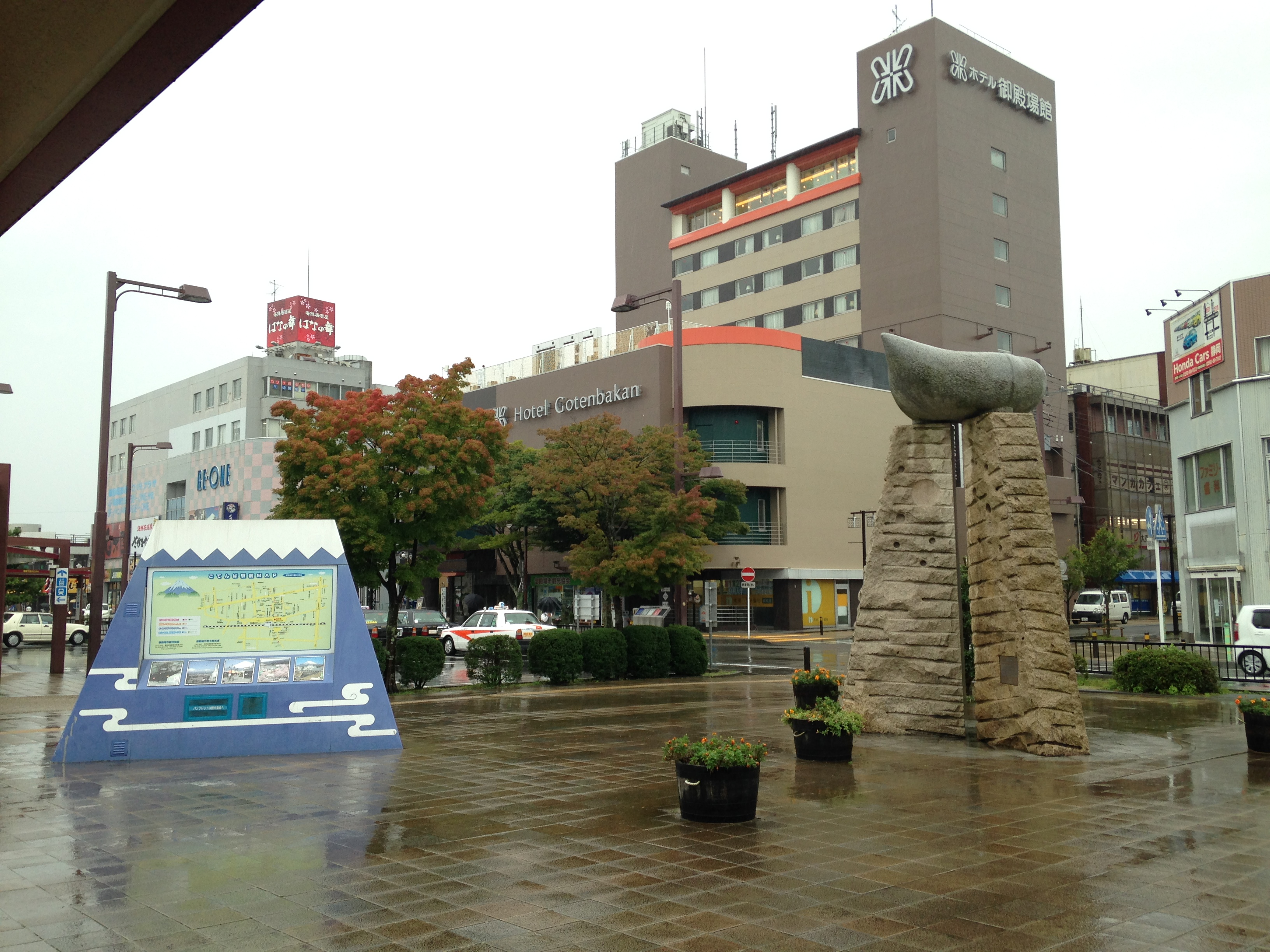
御殿場市
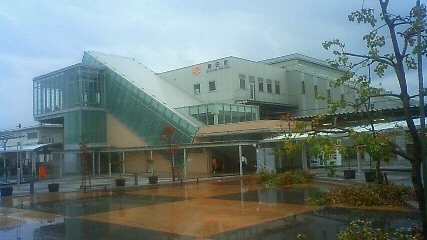
島田市
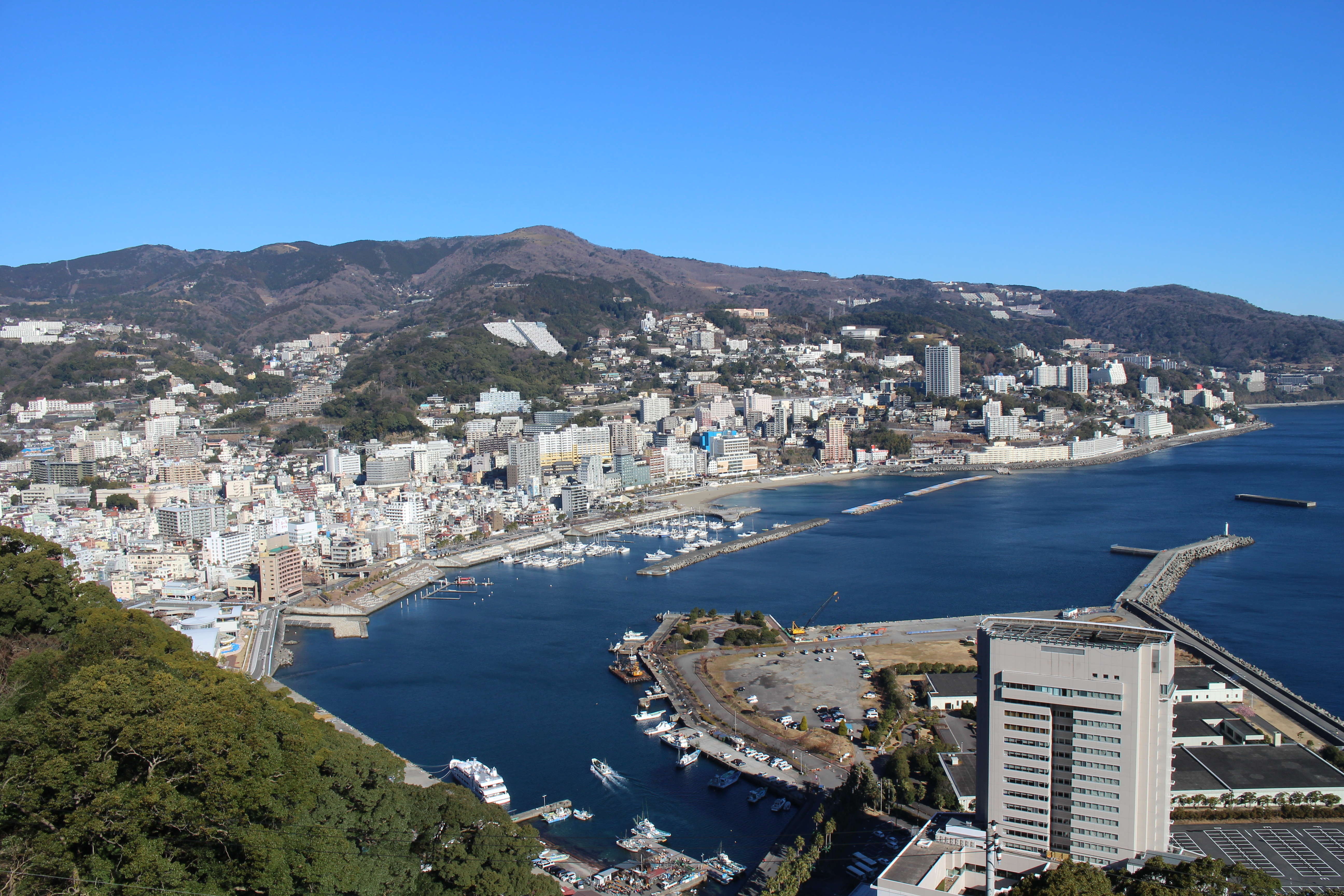
熱海市

## 政治
静岡県は、前知事川勝平太が提唱した「住んでよし、働いてよし、訪れてよし」の「富国有徳の日本の理想郷」を創るための施策に取り組んできた。「富国有徳」は、元知事石川嘉延の県政キャッチコピー「富国有徳――しずおかの挑戦」にも現れるが、これは川勝の著した『富国有徳論』（1995） の思想に賛同したもの。
国際コメ年の2004年から、「コメの購入量・購入金額」日本一である静岡市で「お米日本一コンテストinしずおか」を毎年開催している。主催者「全国お米まつりinしずおか実行委員会」は静岡県庁こめ室内に置かれている。

### 国政
衆議院の小選挙区が8。参議院では、全県で1区を構成し、定数4人・改選数2人の二人区である。

### 県政
- 知事：鈴木康友（2024年5月28日[36] - 、1期目）

静岡県のイメージキャラクターは「ふじっぴー」（2003年（平成15年）開催 NEW!!わかふじ国体マスコットキャラクター）である。

### 歴代知事（公選）
- 初代 小林武治（1947年4月12日 - 1951年4月4日、1期）
- 2代 斎藤寿夫（1951年5月4日 - 1967年1月8日、4期）
- 3代 竹山祐太郎（1967年1月31日 - 1974年6月24日、2期）
- 4代 山本敬三郎（1974年7月10日 - 1986年7月6日、3期）
- 5代 斉藤滋与史（1986年7月7日 - 1993年6月23日、2期）
- 6代 石川嘉延（1993年8月3日 - 2009年6月17日、4期）
- 7代 川勝平太（2009年7月7日 - 2024年5月9日、4期）
- 8代 鈴木康友（2024年5月28日 - 現職、1期）

## 経済・産業
2017年度の県内総生産は名目17兆2770億円であり、全世界の2/3の国々のGDPを上回り、ギリシャやニュージーランドなど一部の先進国と匹敵する規模を持つ。

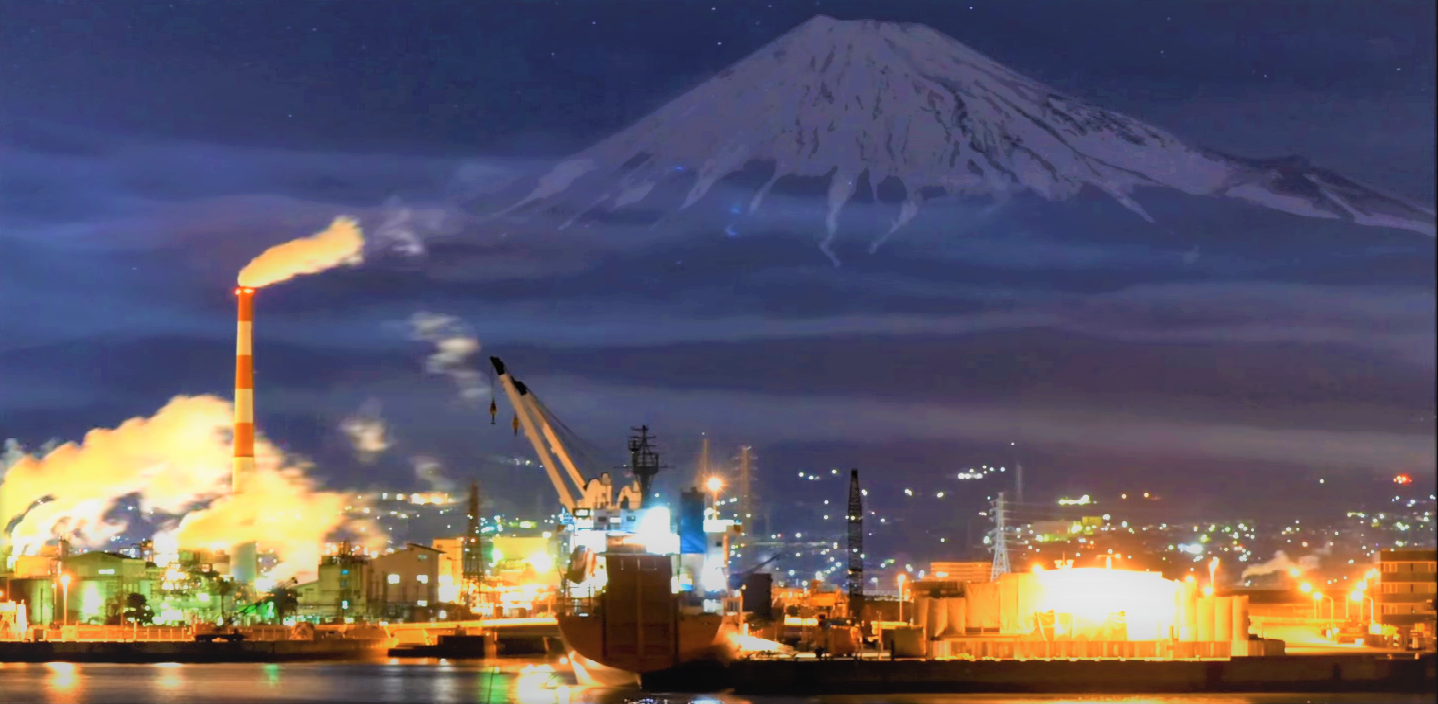
東海工業地域と富士山
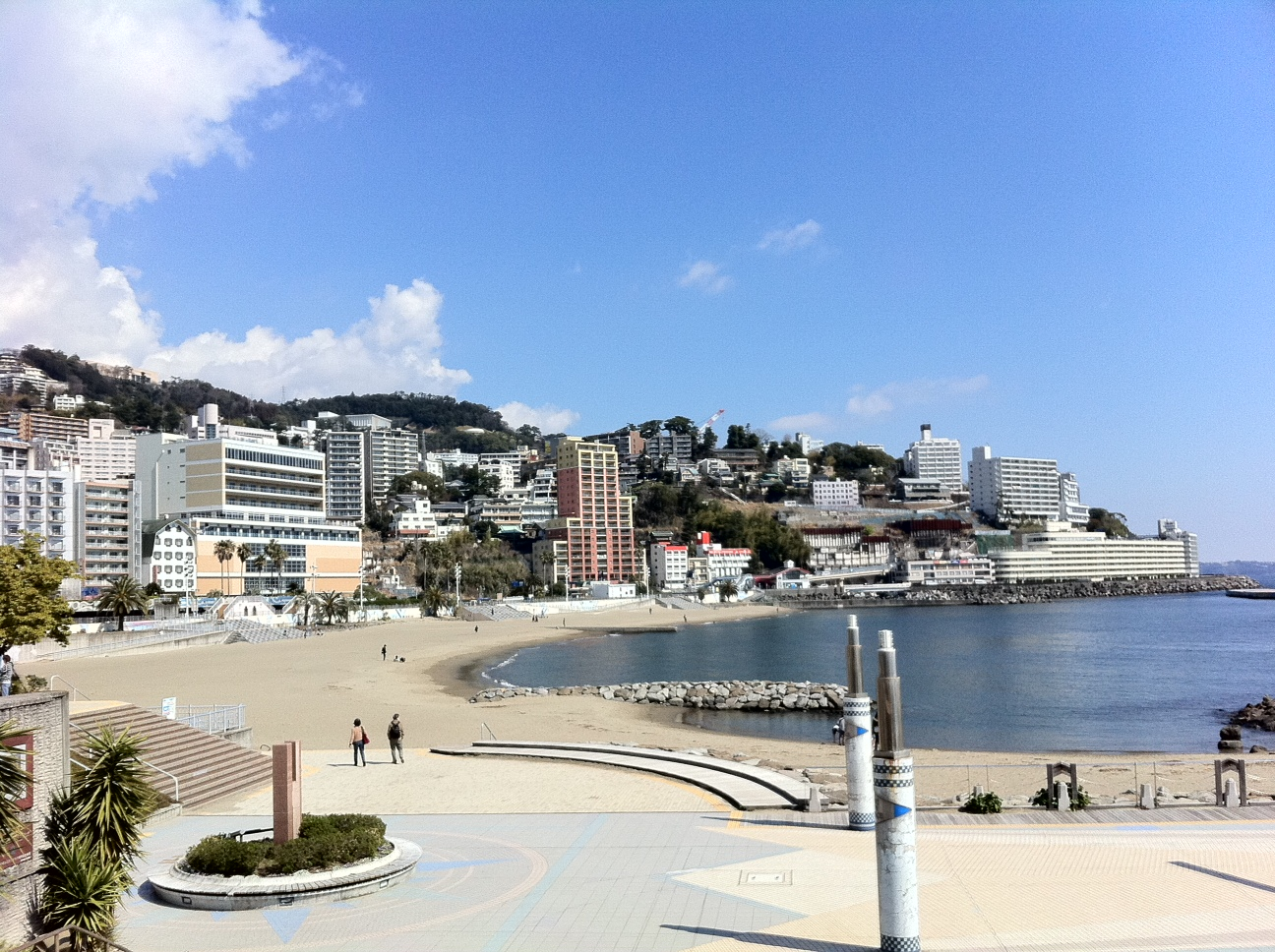
熱海温泉
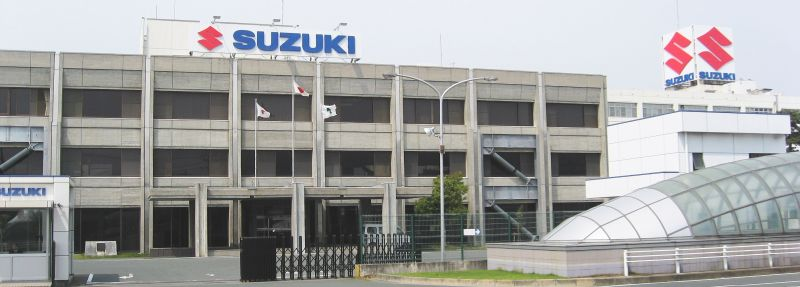
スズキ本社
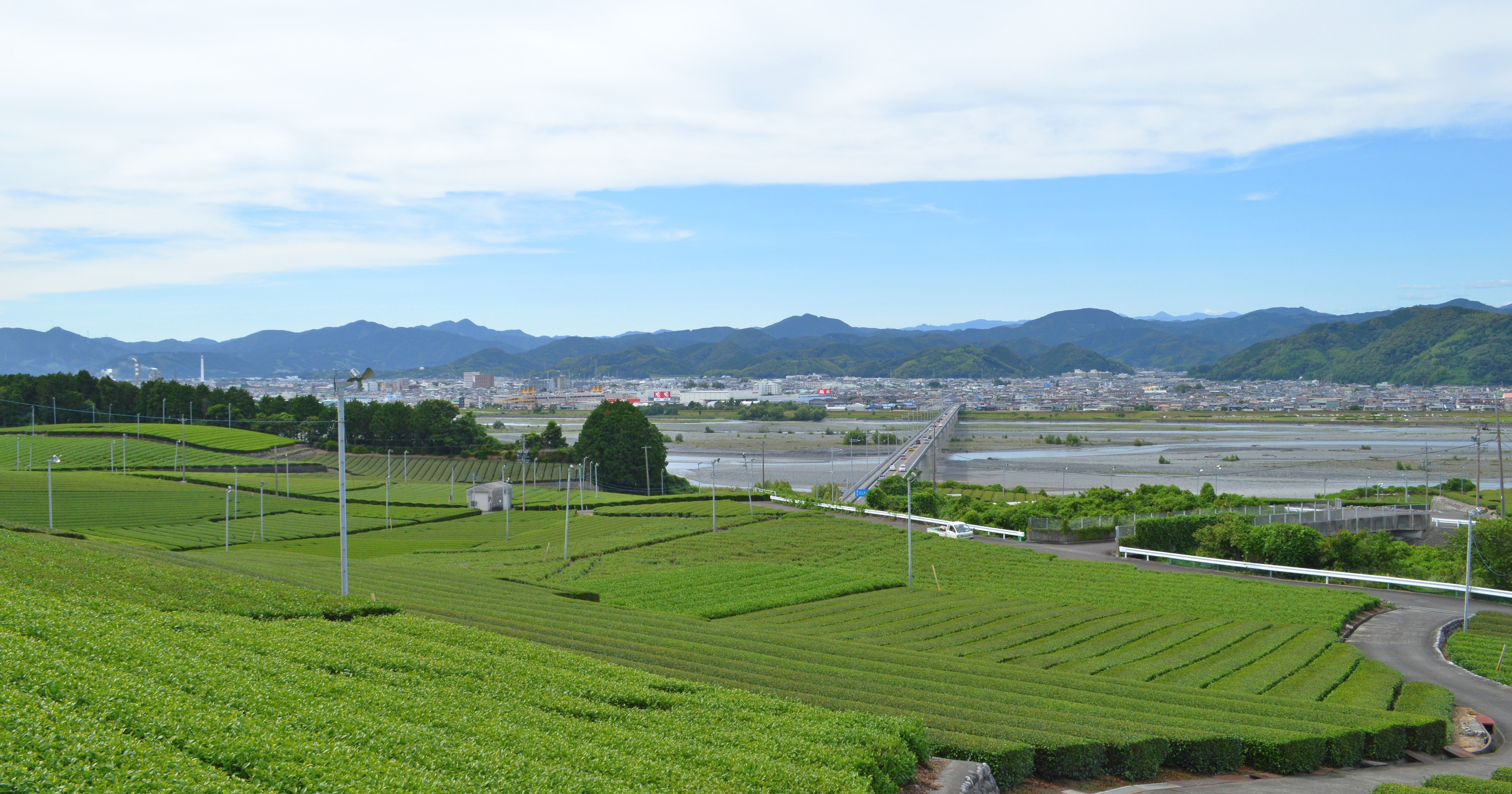
静岡茶

※本社を置く企業は「Category:静岡県の企業」を参照。
臨海部を中心に東海工業地域が広がっている。現在の湖西市はトヨタグループの創始者である豊田佐吉の生誕の地であり、ホンダの発祥地、スズキ、ヤマハやカワイといった企業の本社所在地であることから第二次産業が発達している。製造品出荷額は大阪府とほぼ同等の17兆1540億円（2019年度）であり、愛知県、神奈川県に次ぐ国内3位である。
静岡市や浜松市など県内大都市（政令市）を中心に多くの企業が事業所を置いている。
また、静岡茶やみかんに代表される農業やマグロ・カツオ・桜エビなどで有名な漁業、富士山・伊豆半島・赤石山脈（南アルプス）・浜名湖などの観光などのサービス業も盛んである。
- 熱海市など伊豆半島は観光の名所である。熱海温泉など有名温泉も数多くある。
- 富士宮市・御殿場市などの環富士山地域では、富士山観光が盛んである。
- 茶（静岡茶）やみかん（三ヶ日のみかん）・温室メロン・温室イチゴ（久能山の石垣いちご）などの農産物[41]
- 伊豆半島から沼津市、焼津市あたりの漁業などがある（→日本の漁港一覧#静岡県）。特に焼津漁港は全国一の水揚げ額を有する。
- 静岡市にあるバンダイホビーセンター（ガンプラなどを生産）を中心にプラモデル会社・工場が集中しており、平成27年の時点で全国出荷額1位。全国に占める割合は95%[42]。
- 清水港のコンテナ取扱貨物量は全国8位であり、積極的な貿易が行われている[43]。
- 富士市では製紙産業が盛んである。
- 浜松市・磐田市周辺では楽器製造・オートバイ自動車製造・光電子技術産業が盛んである[44]
- 浜名湖周辺では養鰻業が盛んであったが、1980年代以降は他の産品に転換しており、生産高は落ちこんでいる[45]。現在は名産品として有名な鰻の養殖ではなく、スッポンが養殖されているところが多い。周辺海域では、高級魚として人気の高いトラフグの養殖も行われ、新たな特産品となっている。
- 静岡空港（富士山静岡空港）の建設を進め、空港過疎地域の救済を図る。
- カツオ - 2019年（令和元年）度陸揚量全国1位[46]
- キハダ - 2019年（令和元年）度陸揚量全国1位 [47]
- サクラエビ - 2019年（令和元年）度陸揚量全国1位 [48]

静岡県の指定金融機関は静岡銀行で、また静岡市・浜松市ほか県内の主な市も静岡銀行を指定金融機関としているが（静岡市は清水銀行との輪番制）、伊豆地方を中心にスルガ銀行を指定金融機関とする市もみられる。

## 生活・交通

### 警察
- 静岡県警察

### 電気
富士川を境に県の富士川以東のみ50Hz（ヘルツ=東京電力パワーグリッドが送配電）。その他（県の富士川以西）は60Hz（中部電力パワーグリッドが送配電）。新潟県の佐渡島、糸魚川市の一部や長野県の一部で電源周波数が県の大半と異にする地域があるものの、同一都道府県内で電源周波数が東西に大きく二分されるのは本県のみであるため、電気の分野では富士川がよく知られている。
浜松市天竜区の佐久間ダム近傍に、東西の電力を相互に融通するための電源開発送変電ネットワーク佐久間周波数変換所が、静岡市清水区の中部電力パワーグリッド東清水変電所内に同様の目的の東清水周波数変換装置（FC; frequency converter）がある。

### ガス
静岡県内では、静岡ガス系やTOKAI系、中部ガス系、サイサン系を中心として、複数の業者が地域を分けてガス事業を行っている。静岡県内の主な一般ガス事業者は次の通り。
- 静岡ガス 本社：静岡市駿河区、供給エリア：静岡市、沼津市、三島市、裾野市、富士宮市、富士市、清水町、長泉町、函南町 - ガス販売量は東京ガス、大阪ガス、東邦ガスに次ぐ全国4位。
- 東海ガス 本社：焼津市、供給エリア：焼津市、藤枝市
- サーラエナジー 本社：愛知県豊橋市、供給エリア：浜松市、磐田市、湖西市
- 湯河原ガス 本社：神奈川県湯河原町、供給エリア：熱海市
- 熱海ガス[注釈 12] 本社：熱海市、供給エリア：熱海市
- 伊東ガス 本社：伊東市、供給エリア：伊東市
- 下田ガス[注釈 13] 本社：下田市、供給エリア：下田市
- 御殿場ガス[注釈 13] 本社：御殿場市、供給エリア：御殿場市
- 島田ガス[注釈 13][49] 本社：島田市、供給エリア：島田市
- 中遠ガス[注釈 13] 本社：掛川市、供給エリア：掛川市
- 袋井ガス[注釈 13] 本社：袋井市、供給エリア：袋井市

### 交通
東海道の沿線として、古くから関東地方と近畿地方とを結ぶ大動脈が整備されてきた。特に浜名湖畔は、首都圏（東京・鎌倉）と畿内（大阪・京都・奈良）から等距離に位置している。

#### 鉄道
JR線
- 東海道新幹線
- 東海道本線
- 伊東線
- 御殿場線
- 身延線
- 飯田線

私鉄
- 伊豆急行線
- 十国峠十国鋼索線
- 伊豆箱根鉄道駿豆線
- 岳南電車岳南線
- 静岡鉄道静岡清水線
- 大井川鐵道大井川本線
- 大井川鐵道井川線
- 天竜浜名湖鉄道天竜浜名湖線
- 遠州鉄道鉄道線

※ 伊東線全線と東海道本線（在来線）熱海駅は東日本旅客鉄道（JR東日本）の管轄。ほかのJR線は東海旅客鉄道（JR東海）の管轄。
静岡県は第三セクター鉄道を除いた中小私鉄事業者が最も多く、遠州鉄道や静岡鉄道は遠鉄グループ、静鉄グループを形成し、中小私鉄でトップの売上高である。
このように東西に東海道新幹線などの幹線級の鉄道が敷かれており三大都市圏を結ぶ大動脈として整備されており、全国で5番目の規模を有する静岡・浜松大都市圏及び東海工業地域の輸送の要であるが、通過点としての役割も強く、三大都市圏に匹敵する程の流通はない。現に一日12万人程の利用がある東海道新幹線静岡県内区間ですら最速達の『のぞみ』と準速達の『ひかり』の約半数は県内の全駅を通過している現状もある。
静岡県内のJR線は全線電化されている。私鉄も非電化路線は天竜浜名湖線と大井川鉄道井川線（但しアプト式区間は電化）のみである。基本的に直流電化されているが東海道新幹線のみ交流電化である。東海道新幹線は県内では両周波数の地域を通過しているが途中に周波数変換変電所があり（県内では沼津市に設置）、50Hz地域を含めた全区間が60Hzに統一されている。
このほか、2027年開通予定の中央新幹線が山梨県駅と長野県駅の間で静岡市葵区北部を通過するが、赤石山脈内の大井川源流部を南アルプス隧道として通過し、駅の設置予定はない。

#### 道路
高速道路
- 東名高速道路
- 新東名高速道路
- 中部横断自動車道

その外の有料・地域高規格道路など
- 静岡東西道路
- 静岡南北道路
- 金谷御前崎連絡道路
- 東富士五湖道路
- 西富士道路
- 富士宮道路
- 三遠南信自動車道
- 伊豆縦貫自動車道
（伊豆中央道・修善寺道路）
- 熱海ビーチライン

主要国道
- 国道1号
- 国道52号
- 国道135号
- 国道136号
- 国道139号
- 国道150号
- 国道152号
- 国道246号
- 国道257号
- 国道149号

※ このほかの詳細は「静岡県の県道一覧」「中部地方の道路一覧」を参照のこと

#### 港

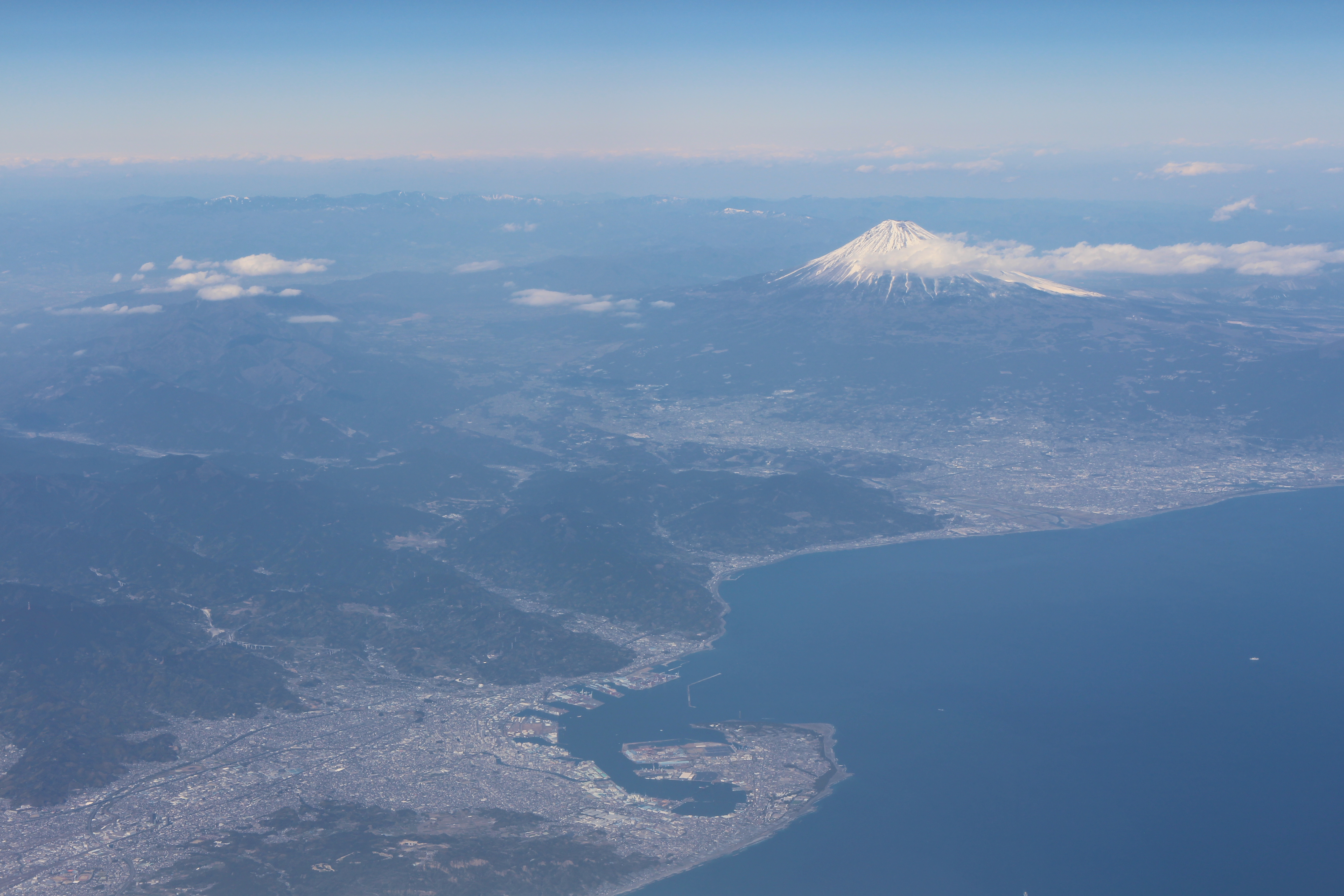
上空から見た清水港と富士山

- 特定重要港湾：清水港
- 重要港湾：田子の浦港、御前崎港

これらのほかに、地方港湾や漁港などがある。

##### 船舶航路
- エスパルスドリームフェリー
- 初島航路
- 伊豆諸島航路

#### 空港

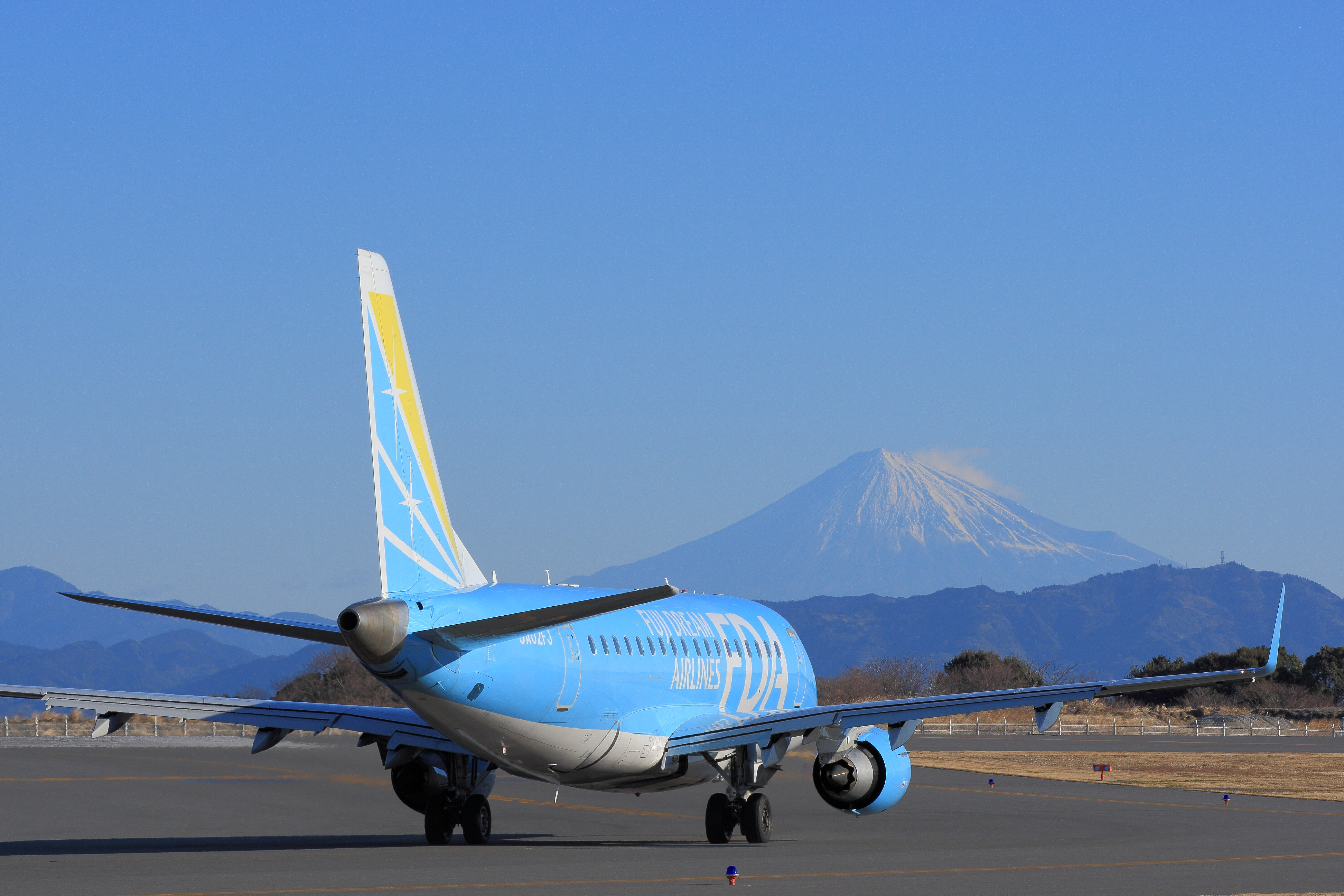
静岡空港

- 第三種空港：静岡空港（2009年（平成21年）6月4日開港）
- 公共用ヘリポート：静岡ヘリポート

### 医療・福祉
災害拠点病院
- 静岡県災害拠点病院

保育所
- 静岡県保育所一覧

### 教育
賀茂地域教育振興センター
2017年(平成29年)4月3日開所。賀茂地域教育振興センターは、静東教育事務所参事1名、賀茂地区5町指導主事3名、下田市指導主事1名、県幼児教育アドバイザー1名の計6名で構成されている。
各学校を訪問し、教科指導、生徒指導などに関して賀茂地域の教育の質の維持・向上を図る取組を推進する組織。
県内初のモデル事業として県幼児教育アドバイザーを配置し、幼稚園・保育所・認定こども園を卒業する幼児が、スムーズに小学校生活に溶け込めるための調整役も務める。
静岡県では、2017年(平成29年)2月に「賀茂地域教育振興方針」を作成。5年後、10年後の賀茂地域のあるべき教育の姿を見据え、このセンターの整備を足がかりに、方針の施策を推進する。
賀茂地域教育振興センターの具体的な活動内容などは、「静岡新聞＠S」や静岡県教育委員会広報誌「Eジャーナル189号・193号」で紹介されている。

#### 高等教育
入学希望者に対し県内の高等教育機関が不足しているため、県内の高校生は県外に進学する者が比較的多い。県内に企業の本社が多いこともあって、Uターン、Iターン就職者が比較的多い。
6年制課程または専門職大学院としては、医学部が浜松医科大学、薬学部が静岡県立大学、法科大学院が静岡大学にそれぞれ存在する。
なお、東海大学が1955年に本部を東京都に移転した後、常葉学園大学が1980年に開学するまで、静岡県内に本部を置く4年制私立大学は存在しなかった。

#### 高等専門学校
静岡県には沼津工業高等専門学校がある。

#### 高等学校
下田高、韮山高、三島南高、沼津東高、富士高、清水東高、静岡高、静岡東高、静岡市立高、藤枝東高、榛原高、掛川西高、磐田南高、浜松北高、浜松西高、浜松市立高等学校がある。
私立高校についても、浜松日体高、日大三島高、東海大翔洋高などの大学付属高や、静岡雙葉高、不二聖心女子学院高などの中高一貫女子校、中高一貫男子校である静岡聖光学院高といった特色のある高校が存在する。

#### 義務教育
伝統的に公立小・中学校が義務教育の中心を担っており、地域の公立小中学校への進学者が多い。
近年は国立・私立校の人気が高まっている。学校側も、特に私立校においては少子化時代の生徒確保を意識して高校に小・中学校を併設する動きが出ている。教育内容についても、例えば小学生の英語教育で全国的に有名な加藤学園暁秀初等学校など、公立とは異なる特色ある教育を行っている。

### 新聞
地方紙
- 静岡新聞
静岡県内を主な購読地域とする地方紙。静岡県内一円に取材拠点を置いており、静岡市で印刷している。静岡県内情報や茶業情報については最も詳しい。系列テレビ・ラジオ局を有し、県内に一大メディアグループを築いており、県内各界への影響力も大きい。囲碁の碁聖戦主催紙の一つでもある。特定の系列販売店はないので、県内の大半の新聞販売店で購入が可能である。
- 中日新聞、東京新聞
中日新聞社発行の新聞においては、富士川以西では主に中日新聞、富士川以東では主に東京新聞が販売されている。また、浜松市に東海本社があり、東京新聞の県版を含む静岡県内向けの編集と発行が行われている。なお東京新聞は、県内を「統合版」エリアとしているため、朝刊のみの発行。

全国紙
全国紙は基本的に東京都もしくは神奈川県、千葉県、愛知県の工場で印刷して静岡県に輸送している物が多い。いずれの新聞も、紙面のうち1〜2面程度の広さを静岡県内記事（静岡県版）に割いている。静岡県版は、静岡県東部版、静岡県中部版、遠州版の3つに分けられているが、支局の表示は3つとも同じである。
- 読売新聞は、浜松市を除く県内向けの朝刊・大井川以東向けの夕刊は神奈川県横浜市瀬谷区の横浜工場で印刷され、大井川以西向けの夕刊及び浜松市向けの朝刊は中部支社管轄の愛知県清須市の清須工場で印刷されている（なお中部支社では東海3県に向けた新聞の夕刊そのものは発売・発行していない）。
- 朝日新聞は、天竜川以西（浜松市の一部・湖西市）向けの朝・夕刊は、北名古屋市の朝日プリンテック名古屋工場、天竜川以東向けの朝・夕刊は神奈川県座間市のトッパンメディアプリンテック東京座間工場で印刷。尚、静岡県向けの夕刊は2024年9月30日をもって発行を終了し、翌日より朝刊のみの発行となった。
- 毎日新聞は、静岡県向けの朝刊・大井川以東の夕刊は、神奈川県海老名市の毎日新聞首都圏センター海老名工場で印刷されたものが販売されているが、大井川以西の夕刊は名古屋市中区の中日新聞本社工場にて受託印刷されたもの（中日新聞への委託前は、名古屋市にあった自社工場「毎日新聞名古屋センター」 で印刷されていた）が販売されている。

- 産経新聞は、東京本社が編集し、紙面は関東地区の産経新聞印刷の工場で印刷されている。

- 日本経済新聞は、東京本社が編集し、紙面印刷を静岡新聞社に委託している。このため、静岡県内向けには静岡市内から各販売所に配送されている。尚、静岡県向けの夕刊は2024年10月31日をもって発行を終了し、翌日より朝刊のみの発行となった。

スポーツ紙
全国向けスポーツ紙は、東京都もしくは神奈川県で印刷して静岡県内に輸送している。紙面の一部を静岡県版として割いている物が多い。
- 尚、2021年4月にスポーツニッポンの県内版のテレビ面は紙面刷新に伴い、地上波は在静局（NHK・SBS・SUT・SATV・SDT）のみ掲載し、同日付で在京キー局（日本テレビ・TBSテレビ・フジテレビ・テレビ朝日・テレビ東京）の掲載を全て打ち切った。
- 中日新聞系スポーツ紙は、中日スポーツが県西部・中部のみで、東京中日スポーツは熱海駅・伊東駅の各売店のみで販売されていた。但し、県東部・伊豆地方のコンビニエンスストアでは両紙とも一切販売は行っていない。また、東京中日スポーツは2025年1月31日をもって発行を終了した。
- 東京スポーツは東部・中部で、中京スポーツは西部でそれぞれ販売されている。

郷土紙（地域密着紙）
ごく狭い地域のみで発行される新聞、タブロイド判のものが多い。
- 伊豆新聞 ※静岡新聞系
  - 伊東版 （伊東市）
  - 下田・賀茂版 （下田市、賀茂郡：東伊豆町、河津町、南伊豆町、松崎町、西伊豆町、伊豆市（旧田方郡土肥町））

- 熱海新聞 ※静岡新聞系（熱海市、神奈川県湯河原町）
- 伊豆日日新聞 ※静岡新聞系 （伊豆の国市、伊豆市、田方郡函南町、駿東郡清水町、三島市、沼津市）
- 日刊伊豆毎日 （熱海市）
- 岳麓新聞 （御殿場市）
- 沼津朝日新聞 （沼津市、駿東郡清水町）
- 沼津新聞 （沼津市）
- 富士ニュース （富士市、富士宮市）
- 岳南朝日新聞 （富士宮市、富士市）
- 岳陽新聞 （富士宮市）
- 庵原新聞 （静岡市清水区（由比・蒲原）、富士市（富士川））
- タウン情報はままつ （浜松市）
- 日刊焼津港報 （焼津市）

フリーペーパー
- 中日ショッパー（浜松市、静岡市など）　※中日新聞系
- びぶれ（浜松市）　※静岡新聞系
- リビング静岡（静岡市）　※サンケイリビング新聞社系

### 放送
静岡県の地上デジタルテレビ・FMラジオの県域放送の親局は静岡市清水区の日本平デジタルタワーに集約されているが、SBSラジオ補完FM局のメイン送信所は焼津市の高草山に設置された。

#### テレビ局
- NHK静岡放送局（総合テレビ・教育テレビ）
  - 教育テレビは全国放送扱い。

- 静岡放送（TBS系列）
- テレビ静岡（SUT）（フジテレビ系列）
- 静岡朝日テレビ（SATV）（テレビ朝日系列）
- 静岡第一テレビ（SDT）（日本テレビ系列）

静岡県は人口10位以上の都道府県で唯一、TXNネットワーク系列局または独立局が存在しない

#### ラジオ局

##### AMラジオ局
- NHK静岡放送局（ラジオ第1放送・ラジオ第2放送）
  - 尚、ラジオ第2放送は、全国放送扱い。
  - 県内の一部地域（県中部・東部・伊豆地方）は、東京局を受信。

- 静岡放送（SBSラジオ）（JRN・NRN系列）

##### FMラジオ局
- NHK静岡放送局（FM放送）
- 静岡エフエム放送（K-MIX）（JFN系列）

※かつて存在したMegaNet系列の「愛知国際放送（RADIO-i・本社名古屋市）」も浜松市に中継局を置いていた（在名局で唯一静岡県の一部も公式放送区域としていた）。

#### コミュニティFM局

##### 西部（遠州）
- FM Haro!（浜松市中央区）

ミュージックバード及びJ-WAVEを配信

##### 中部（駿西）
- g-sky（島田市）ミュージックバードを配信
- S-Wave（静岡市）J-WAVEを配信
- RADIO LUSH（焼津市）自社製作と一部ミュージックバードを配信

##### 東部（駿東）
- COAST-FM（沼津市）J-WAVEを配信
- Radio-f（富士市）J-WAVEを配信
- 富士山GOGOエフエム（御殿場市）ミュージックバードを配信

##### 伊豆
- エフエム伊東（伊東市）ミュージックバードを配信
- Ciao!（熱海市）ミュージックバードを配信
- ボイス・キュー（三島市）ミュージックバードを配信
- FMいずのくに（伊豆の国市）ミュージックバードを配信
- FM IS みらいずステーション（伊豆市）ほぼ自社制作番組

## 文化・スポーツ

### 方言
- 遠州方言：浜松市、湖西市、磐田市、袋井市、掛川市、菊川市、御前崎市、牧之原市、島田市（大井川以西の区域に限る。）、周智郡、榛原郡（大井川以西の区域に限る。）。
- 駿河方言：静岡市（葵区井川、田代、小河内、上坂本、岩崎及び口坂本の区域を除く。）、焼津市、裾野市、御殿場市、藤枝市、島田市（大井川以東の区域に限る。）、富士市、富士宮市、沼津市（内浦重寺の区域以南を除く。）、駿東郡、榛原郡（大井川以東の区域に限る。）。
- 伊豆方言：上記以外の区域
- 井川方言：静岡市葵区井川、田代、小河内、上坂本、岩崎及び口坂本の区域

### 食文化

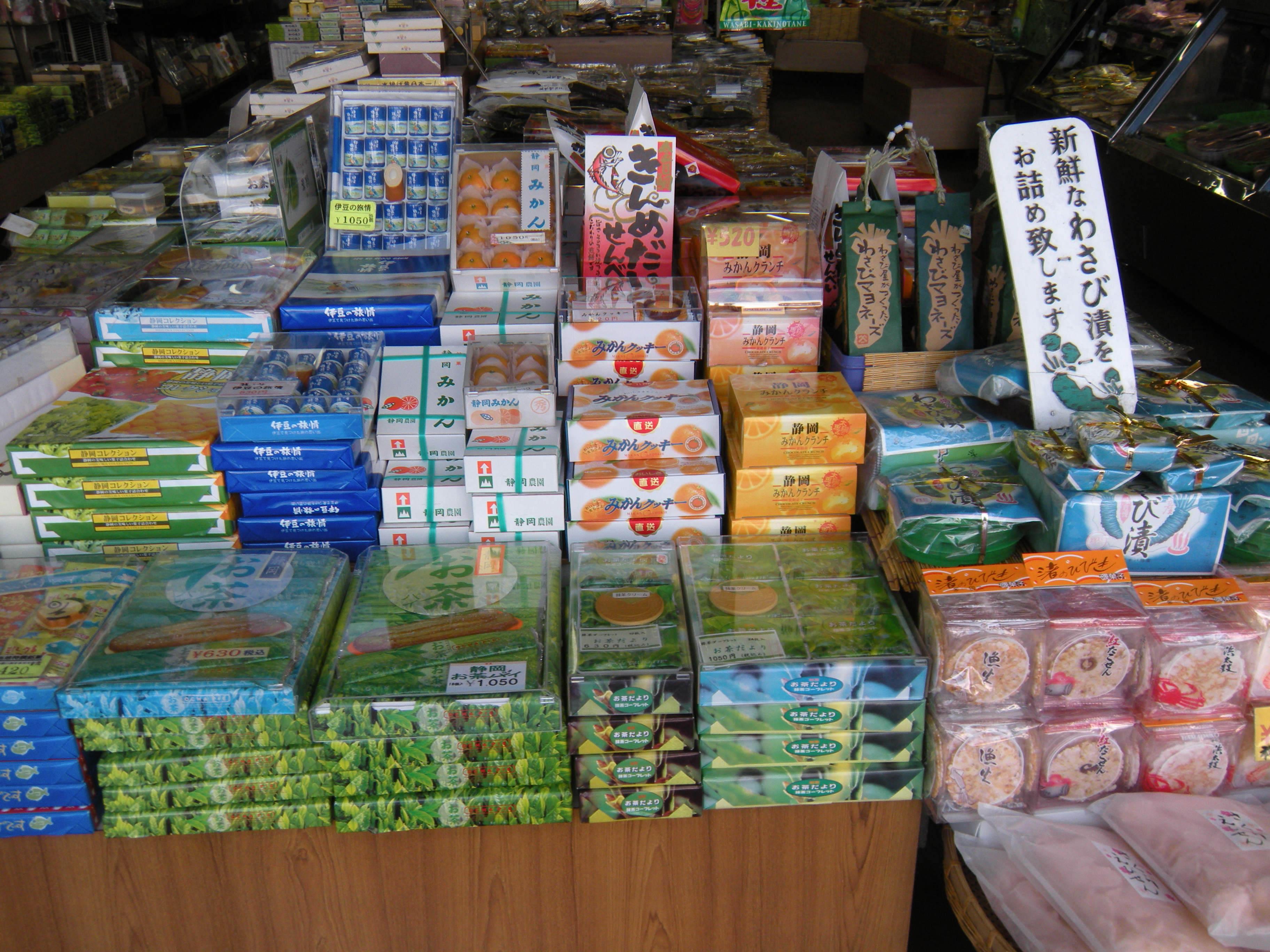
静岡県の土産菓子。特産の茶やミカン、ワサビ、魚介類を使ったものがある。

郷土料理

### 伝統工芸
経済産業大臣指定伝統的工芸品
- 駿河竹千筋細工（竹工品、1976年）
- 駿河雛具（人形、1994年）
- 駿河雛人形（人形、1994年）

伝統工芸品

### スポーツ
- 清水エスパルス（J1リーグ・静岡市清水区）
- ジュビロ磐田（J2リーグ・磐田市、浜松市、袋井市など）
- 藤枝MYFC（J2リーグ・藤枝市、焼津市など）
- アスルクラロ沼津（J3リーグ・沼津市）
- 静岡ブルーレヴズ （ジャパンラグビーリーグワン）
- ベルテックス静岡（B2リーグ・静岡市）
- シャンソンVマジック（Wリーグ・静岡市駿河区）
- 三遠ネオフェニックス（B1リーグ・浜松市）※隣接する愛知県豊橋市とはダブルホームタウンを組んでおり、浜松市をはじめとする遠州地区とは、豊橋市をはじめとする愛知県東三河地区と共に活動地域となっている。
- 東レアローズ静岡（SVリーグ・三島市）
- 静岡ブルーレヴズ（ジャパンラグビーリーグワン・磐田市）旧ヤマハ発動機ジュビロ
- くふうハヤテベンチャーズ静岡（ウエスタン・リーグ・静岡市）
- ヤマハ硬式野球部（浜松市）
- Honda FC（JFL・浜松市）
- 靜甲（ソフトボール日本女子1部リーグ・静岡市）
- 静岡産業大学磐田ボニータ（日本女子サッカーリーグ・磐田市）
- 清水第八プレアデス（東海女子社会人サッカーリーグ・静岡市）
- アグレミーナ浜松（Fリーグ・浜松市）
- レバンテフジ静岡（JCL・富士市）
- 駿河男児ボクシングジム

## 国際関係

### 姉妹自治体・提携自治体
友好州省道
- 浙江省（中華人民共和国）
  - 1982年（昭和57年）4月20日 友好省提携締結
- ドルノゴビ県（モンゴル国）
  - 2011年（平成23年）7月29日 友好県提携締結
- 忠清南道（大韓民国）
  - 2013年（平成25年）4月30日 友好道提携締結[57]
- インドグジャラート州（インド）
  - 2024年（令和6年）12月24日友好州提携締結